# Première présidence d'Emmanuel Macron
Pour un article plus général, voir Présidence d'Emmanuel Macron.
Président de la République française
Présidence de François Hollande Seconde présidence d'Emmanuel Macron
La première présidence d'Emmanuel Macron commence le 14 mai 2017 et s'achève le 13 mai 2022. Comme Premier ministre, Emmanuel Macron choisit Édouard Philippe en 2017 puis Jean Castex en 2020, tous deux étant issus du parti de droite Les Républicains.
Il fait notamment adopter une réforme du code du travail, une loi de « moralisation » de la vie politique et l'ouverture de la PMA aux couples de femmes et aux femmes seules. Il fait également voter une loi anti-terroriste et une législation contre le « séparatisme » islamiste.
À partir de 2018, il doit faire face au mouvement des Gilets jaunes, ce qui le conduit à organiser un grand débat national. L'année suivante, son projet de réforme des retraites provoque d'importants mouvements sociaux, notamment dans le secteur des transports. Ensuite, en raison de la pandémie de Covid-19, il suspend, entre autres, la réforme des retraites et décrète l'état d'urgence sanitaire, permettant la mise en place d'une série de confinements et de couvre-feux, qui sont suivis par l'instauration graduelle de restrictions reposant sur un passe sanitaire, devenu passe vaccinal.
Candidat à sa réélection lors de l'élection présidentielle de 2022, il arrive en tête du premier tour avec 27,85 % des voix. À l'issue du second tour qui l'oppose, comme en 2017, à Marine Le Pen, Emmanuel Macron est réélu avec 58,55 % des voix. Il entame alors son second mandat.

## Contexte

### Sur le plan intérieur
Emmanuel Macron entame son mandat dans une période où plusieurs grands instituts économiques (FMI, OFCE, CEPII) observent une amélioration, modérée, de la situation économique mondiale, en partie due à une hausse significative des importations chinoises. Par ailleurs, si les spécialistes de Capital estiment que la situation économique intérieure est également plutôt positive, d'autres, dont Nicola Brandt, économiste à l'OCDE, pointent le fort taux de chômage laissé par son prédécesseur et le problème de manque de flexibilité du marché du travail français. Toujours selon Capital, les entreprises françaises, qui ont entre autres bénéficié des mesures des gouvernements de Manuel Valls ― crédit d'impôt pour la compétitivité et l'emploi (CICE) et pacte de responsabilité et de solidarité ― affichent une compétitivité accrue vis-à-vis de leurs principaux partenaires.
L'attractivité de la France vis-à-vis des investisseurs internationaux s'est également largement améliorée, présentant en 2016 une hausse des implantations ou des extensions d'entreprises étrangères jamais vue depuis des années. Pour Marc Lhermitte, analyste de EY, cette situation s'explique notamment par le bon niveau de la France en matière d'innovation, dopé par le crédit d'impôt recherche, et par une politique favorable à l'émergence des start-up. Le moral des ménages, malgré les attentats, est quant à lui au plus haut depuis 10 ans.
Les déficits publics, qui à la fin de la présidence de Nicolas Sarkozy étaient à un niveau de 4,8 % du PIB, ont été ramenés en 2016 à 3,4 %. Le niveau de la dette à la fin de 2016 est de 2 200 milliards d'euros, soit 96 % du PIB. Ce taux dépasse les 100 % du PIB à la fin de septembre 2019, selon l’Insee.

### À l’étranger
Durant son mandat, Emmanuel Macron doit gérer le retrait du Royaume-Uni de l'Union européenne et les sanctions économiques prises contre la Russie de Vladimir Poutine à la suite de la crise de Crimée. Alors qu'il défend une ligne pro-européenne, il doit également faire face à la crise de la dette publique grecque et la montée en puissance de partis eurosceptiques dans d'autres pays européens.
À l'échelle internationale, Emmanuel Macron accède au pouvoir alors que l'armée française est engagée dans plusieurs actions militaires, notamment dans le Sahel avec l'opération Barkhane et dans la guerre menée en Irak et en Syrie par la coalition arabo-occidentale contre l'État islamique. D'un point de vue financier, de nombreux facteurs rendent incertaine la stabilité économique mondiale, notamment la volonté du président des États-Unis, Donald Trump, de rétablir des protections douanières dans son pays.
Le 19 septembre 2017, lors de son premier discours à l'ONU, Emmanuel Macron défend une vision multilatéraliste des relations internationales. Dans un discours devant 70 chefs d’État et de gouvernement à l'occasion du Centenaire de l'armistice de 1918, il réaffirme cette vision, alors même que de plus en plus de dirigeants s'en éloignent.

## Élection et prise de fonction

### Victoire face à Marine Le Pen
Alors qu'il est encore ministre de l'Économie au sein du deuxième gouvernement Valls, Emmanuel Macron lance en avril 2016 son mouvement politique, En marche, qui se veut « de gauche et de droite »,. Fin août, il démissionne de ses fonctions pour se porter candidat à l'élection présidentielle le 16 novembre.
Au départ donné troisième par les sondages derrière Marine Le Pen et François Fillon, il dépasse ce dernier à partir de janvier 2017 en raison des affaires judiciaires visant le candidat du parti Les Républicains. Le 23 avril 2017, il est qualifié pour le second tour (avec 24,01 % des voix) face à Marine Le Pen (21,30 %), laquelle se trouve juste devant François Fillon (20,01 %) et Jean-Luc Mélenchon (19,58 %).
Largement favori des sondages pour le second tour, et ayant reçu le soutien de Benoît Hamon et François Fillon au soir du premier tour, il remporte l'élection le 7 mai 2017 avec 66,1 % des suffrages. Le 10 mai 2017, le Conseil constitutionnel proclame officiellement son élection.

### Investiture
Au lendemain du scrutin présidentiel, le secrétaire général d'En marche, Richard Ferrand, annonce que le parti sera renommé « La République en marche » à l'occasion d'un congrès devant se tenir avant le 15 juillet 2017. Lors de ce même conseil d'administration, Emmanuel Macron démissionne de ses fonctions de président du mouvement, l'intérim étant assuré par Catherine Barbaroux.
Le même jour, Emmanuel Macron est invité en tant que président élu par le président François Hollande aux commémorations du 8 mai 1945.
La passation des pouvoirs a lieu le dimanche 14 mai 2017, François Hollande accueillant Emmanuel Macron à 10 h sur le perron du palais de l'Élysée. C'est la première fois sous la Ve République qu'elle intervient un week-end. Légalement, elle ne pouvait intervenir qu'entre le mercredi 10 mai 2017 à 17 h 30, heure d'annonce des résultats officiels de l'élection présidentielle par le Conseil constitutionnel, et le dimanche 14 mai à minuit, date d'expiration du mandat de François Hollande.
Dès le jour de son investiture, Emmanuel Macron nomme certains membres de son cabinet. Le dimanche 14 mai, il transmet une liste d'une trentaine de « ministrables » à la Haute Autorité pour la transparence de la vie publique afin de vérifier leur patrimoine, leur état fiscal et leurs conflits d’intérêts. Le lundi 15 mai, il nomme Édouard Philippe, député-maire LR du Havre, Premier ministre et le charge de former un nouveau gouvernement. Pour son premier déplacement international en tant que président de la République, le 15 mai 2017, il se rend à Berlin afin d'y rencontrer la chancelière Angela Merkel.

## Cabinet et conseillers

### Cabinet du président
Le tableau ci-dessous présente les membres du cabinet du président Macron.

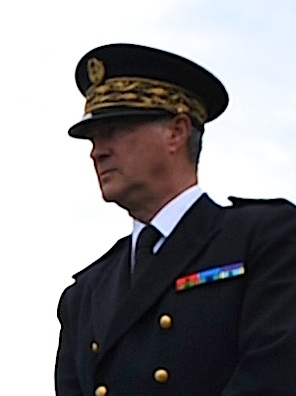
Patrick Strzoda, directeur de cabinet du président de la République.

| Fonction                                                     | Titulaires                                                                                 |
| ------------------------------------------------------------ | ------------------------------------------------------------------------------------------ |
| Secrétaire général                                           | Alexis Kohler (depuis le 15 mai 2017)                                                      |
| Secrétaire général adjoint                                   | Anne de Bayser (15 mai 2017-octobre 2020) Pierre-André Imbert (depuis octobre 2020)        |
| Directeur de cabinet                                         | Patrick Strzoda (14 mai 2017-1er janvier 2024) Patrice Faure (depuis le 1er janvier 2024)  |
| Chef de cabinet                                              | François-Xavier Lauch (mai 2017-août 2020) Brice Blondel (depuis août 2020),               |
| Directeur de cabinet adjoint, directeur général des services | Jérôme Rivoisy (depuis septembre 2018)                                                     |
| Chef de cabinet adjoint                                      | Rodrigue Furcy (mai 2017-août 2020) Cécile Geneste (depuis le 7 septembre 2020)            |
| Conseiller diplomatique                                      | Philippe Étienne (14 mai 2017-mai 2019) Emmanuel Bonne (depuis mai 2019)                   |
| Chef de l'état-major particulier                             | Bernard Rogel (14 mai 2017-1er août 2020) Jean-Philippe Rolland (depuis le 1er août 2020), |

### Conseillers
Au début du mandat, la plume du président Sylvain Fort et la conseillère presse Sibeth Ndiaye participent au verrouillage de la communication élyséenne (déplacement de la salle de presse dans un bâtiment annexe, consignes suivies d'absence d'indiscrétion des employés, choix des journalistes accrédités dans les déplacements, etc.). Sibeth Ndiaye n'hésite pas, d'après elle-même, à « [appeler] les médias quotidiennement quand [elle et eux ont] des divergences d'interprétation ». Durant l'été 2019, peu après son départ de l’Élysée, le déménagement de la salle de presse est abandonné.
Après l'affaire Benalla, la communication de l’Élysée est modifiée, Sylvain Fort en prenant la responsabilité alors que le poste de porte-parole tenu par Bruno Roger-Petit est supprimé, ce dernier devenant « conseiller mémoire ». Dès lors, Jonathan Guémas qui était précédemment au cabinet de Gérard Collomb, est nommé le 8 octobre 2018 comme conseiller technique chargé des discours, sous la responsabilité de Sylvain Fort. En janvier 2019 sont annoncés les départs de Sylvain Fort, de Barbara Frugier et d'Ahlem Gharbi conseillère technique Afrique du Nord et Moyen-Orient, qui est remplacée par Marie Philippe,. Ismaël Emelien part le 25 mars 2019. Sylvain Fort n'est officiellement remplacé qu'en août 2019 par l'historien Joseph Zimet, qui avait été chargé de la célébration du centenaire de la Première Guerre mondiale.
En septembre 2020, Joseph Zimet est remplacé par Clément Léonarduzzi, qui prend en charge tout le pôle communication.
| Principaux conseillers           | Titulaires                                                                                     |
| -------------------------------- | ---------------------------------------------------------------------------------------------- |
| Conseiller Europe et G20         | Clément Beaune puis Emmanuel Bonne                                                             |
| Conseiller politique             | Stéphane Séjourné (mai 2017 - décembre 2018) Philippe Grangeon (février 2019-septembre 2020),. |
| Porte-parole                     | Bruno Roger-Petit (août 2017 - septembre 2018)                                                 |
| Conseiller aux droits de l'homme | Soria Blatmann (mai 2017 - février 2018)                                                       |
| Conseiller mémoire               | Bruno Roger-Petit (octobre 2018- )                                                             |
| Conseiller chargé des discours   | Jonathan Guémas (octobre 2018- )                                                               |

Le cabinet est complété par plusieurs dizaines de conseillers techniques.

## Gouvernement et représentation parlementaire

### Parlement

#### Assemblée nationale
Le 19 janvier 2017, le mouvement En marche lance un appel aux candidatures pour les élections législatives. À la suite du ralliement de François Bayrou à la candidature d'Emmanuel Macron, le MoDem, dont Bayrou est le président, conclut un accord sur 90 circonscriptions, dont 50 jugées gagnables.
Les candidats investis par LREM peuvent garder la carte de leur parti d'origine, l’objectif étant d'obtenir une majorité absolue macroniste à l’Assemblée nationale. Les candidats investis avec la seule étiquette République en marche s'engagent à faire partie du même groupe parlementaire, sauf le MoDem, qui pourra former son propre groupe. Le 11 mai sont présentés 428 candidats (214 hommes et 214 femmes), dont 52 % n'ayant jamais eu de mandat et 95 % de non sortants, pour un âge moyen de 46 ans. D'abord contrarié par le fait que 35 candidats MoDem ont été initialement sélectionnés, au lieu des 120 promis, le mouvement de François Bayrou trouve finalement un accord avec En marche le 12 mai.
Entre 2017 et mars 2021, le groupe La République en marche, fort de 313 députés, voit 44 de ses membres le quitter (dont 33 en 2020) pour chuter à 269 membres, dont deux apparentés, soit moins que la majorité absolue.

#### Sénat
En juin 2017, le sénateur ex-PS François Patriat crée le groupe « La République en marche », qui compte 25 membres entre sa fondation et le renouvellement de septembre 2017. Les élections sénatoriales de septembre 2017 sont un échec pour LREM, qui ambitionnait un temps pour disposer d'une majorité des trois cinquièmes des chambres du Parlement. Aux élections sénatoriales françaises de 2020, LREM conserve la vingtaine de sièges qu'il comptait, et LR la majorité.

### Gouvernement

#### Historique des gouvernements
Le 15 mai 2017, Édouard Philippe est nommé Premier ministre. La composition de son gouvernement est annoncée le 17 mai 2017. Il démissionne le 19 juin 2017 pour former un second gouvernement annoncé le 21 juin 2017 après les élections législatives. Après plusieurs remaniements en 2018 comme en 2019, Édouard Philippe démissionne le 3 juillet 2020 et Jean Castex est nommé Premier ministre. La composition de son gouvernement est annoncée les 6 et 26 juillet 2022. Il démissionne le 16 mai 2022, deux jours après le début du second mandat d'Emmanuel Macron.
- Gouvernement Édouard Philippe (1) (17 mai - 19 juin 2017) ;
- Gouvernement Édouard Philippe (2) (21 juin 2017 - 3 juillet 2020) ;
- Gouvernement Jean Castex (6 juillet 2020 - 16 mai 2022).

#### Membres du gouvernement
Au cours de son premier mandat, le Président de la République a nommé 69 membres au Gouvernement. Sur ces 69 membres, 9 sont restes en fonctions pendant toute la durée du mandat : Jean-Yves Le Drian, Bruno Le Maire, Jean-Michel Blanquer, Gérald Darmanin, Frédérique Vidal, Annick Girardin, Élisabeth Borne, Marlène Schiappa et Sophie Cluzel.
* Les personnes notées d'un astérisque sont celles ayant eu une ou plusieurs fonctions ministérielles avant la première présidence d'Emmanuel Macron (avant le 14 mai 2017).
| Nom                    | Fonctions | Dates                              |
| Nommés en 2017 (36)    | Nommés en 2017 (36) | Nommés en 2017 (36)                |
| ---------------------- | --- | ---------------------------------- |
| Édouard Philippe       | Premier ministre | 15 mai - 19 juin 2017              |
| Édouard Philippe       | Premier ministre | 19 juin 2017 - 3 octobre 2018      |
| Édouard Philippe       | Premier ministre, ministre de l'Intérieur | 3 - 16 octobre 2018                |
| Édouard Philippe       | Premier ministre | 16 octobre 2018 - 3 juillet 2020   |
| Gérard Collomb         | Ministre d'État, ministre de l'Intérieur | 17 mai - 19 juin 2017              |
| Gérard Collomb         | Ministre d'État, ministre de l'Intérieur | 21 juin 2017 - 3 octobre 2018      |
| Nicolas Hulot          | Ministre d'État, ministre de la Transition écologique et solidaire | 17 mai - 19 juin 2017              |
| Nicolas Hulot          | Ministre d'État, ministre de la Transition écologique et solidaire | 21 juin 2017 - 4 septembre 2018    |
| François Bayrou *      | Ministre d'État, garde des Sceaux, ministre de la Justice | 17 mai - 19 juin 2017              |
| Sylvie Goulard         | Ministre des Armées | 17 mai - 19 juin 2017              |
| Jean-Yves Le Drian *   | Ministre de l'Europe et des Affaires étrangères | 17 mai - 19 juin 2017              |
| Jean-Yves Le Drian *   | Ministre de l'Europe et des Affaires étrangères | 21 juin 2017 - 3 juillet 2020      |
| Jean-Yves Le Drian *   | Ministre de l'Europe et des Affaires étrangères | 6 juillet 2020 - 16 mai 2022       |
| Richard Ferrand        | Ministre de la Cohésion des territoires | 17 mai - 19 juin 2017              |
| Agnès Buzyn            | Ministre des Solidarités et de la Santé | 17 mai - 19 juin 2017              |
| Agnès Buzyn            | Ministre des Solidarités et de la Santé | 21 juin 2017 - 16 février 2020     |
| Françoise Nyssen       | Ministre de la Culture | 17 mai - 19 juin 2017              |
| Françoise Nyssen       | Ministre de la Culture | 21 juin 2017 - 16 octobre 2018     |
| Bruno Le Maire *       | Ministre de l'Économie | 17 mai - 19 juin 2017              |
| Bruno Le Maire *       | Ministre de l'Économie et des Finances | 21 juin 2017 - 3 juillet 2020      |
| Bruno Le Maire *       | Ministre de l'Économie, des Finances et de la Relance | 6 juillet 2020 - 16 mai 2022       |
| Muriel Pénicaud        | Ministre du Travail | 17 mai - 19 juin 2017              |
| Muriel Pénicaud        | Ministre du Travail | 21 juin 2017 - 3 juillet 2020      |
| Jean-Michel Blanquer   | Ministre de l'Éducation nationale | 17 mai - 19 juin 2017              |
| Jean-Michel Blanquer   | Ministre de l'Éducation nationale | 21 juin 2017 - 16 octobre 2018     |
| Jean-Michel Blanquer   | Ministre de l'Éducation nationale et de la Jeunesse | 16 octobre 2018 - 3 juillet 2020   |
| Jean-Michel Blanquer   | Ministre de l'Éducation nationale, de la Jeunesse et des Sports | 6 juillet 2020 - 16 mai 2022       |
| Jacques Mézard         | Ministre de l'Agriculture et de l'Alimentation | 17 mai - 19 juin 2017              |
| Jacques Mézard         | Ministre de la Cohésion des territoires | 21 juin 2017 - 16 octobre 2018     |
| Gérald Darmanin        | Ministre de l'Action et des Comptes publics | 17 mai - 19 juin 2017              |
| Gérald Darmanin        | Ministre de l'Action et des Comptes publics | 21 juin 2017 - 3 juillet 2020      |
| Gérald Darmanin        | Ministre de l'Intérieur | 6 juillet 2020 - 16 mai 2022       |
| Frédérique Vidal       | Ministre de l'Enseignement supérieur, de la Recherche et de l'Innovation | 17 mai - 19 juin 2017              |
| Frédérique Vidal       | Ministre de l'Enseignement supérieur, de la Recherche et de l'Innovation | 21 juin 2017 - 3 juillet 2020      |
| Frédérique Vidal       | Ministre de l'Enseignement supérieur, de la Recherche et de l'Innovation | 6 juillet 2020 - 16 mai 2022       |
| Annick Girardin *      | Ministre des Outre-mer | 17 mai - 19 juin 2017              |
| Annick Girardin *      | Ministre des Outre-mer | 21 juin 2017 - 3 juillet 2020      |
| Annick Girardin *      | Ministre de la Mer | 6 juillet 2020 - 16 mai 2022       |
| Laura Flessel          | Ministre des Sports | 17 mai - 19 juin 2017              |
| Laura Flessel          | Ministre des Sports | 21 juin 2017 - 4 septembre 2018    |
| Élisabeth Borne        | Ministre auprès du ministre d'État, ministre de la Transition écologique et solidaire, chargée des Transports | 17 mai - 19 juin 2017              |
| Élisabeth Borne        | Ministre auprès du ministre d'État, ministre de la Transition écologique et solidaire, chargée des Transports | 21 juin 2017 - 16 juillet 2019     |
| Élisabeth Borne        | Ministre de la Transition écologique | 16 juillet 2019 - 3 juillet 2020   |
| Élisabeth Borne        | Ministre du Travail, de l'Emploi et de l'Insertion | 6 juillet 2020 - 16 mai 2022       |
| Marielle de Sarnez     | Ministre auprès du ministre de l'Europe et des Affaires étrangères, chargée des Affaires européennes | 17 mai - 19 juin 2017              |
| Christophe Castaner    | Secrétaire d'État auprès du Premier ministre, chargé des Relations avec le Parlement, porte-parole du Gouvernement | 17 mai - 19 juin 2017              |
| Christophe Castaner    | Secrétaire d'État auprès du Premier ministre, chargé des Relations avec le Parlement, porte-parole du Gouvernement | 21 juin - 24 novembre 2017         |
| Christophe Castaner    | Secrétaire d'État auprès du Premier ministre, chargé des Relations avec le Parlement | 24 novembre 2017 - 16 octobre 2018 |
| Christophe Castaner    | Ministre de l'Intérieur | 16 octobre 2018 - 3 juillet 2020   |
| Marlène Schiappa       | Secrétaire d'État auprès du Premier ministre, chargée de l'Égalité entre les femmes et les hommes | 17 mai - 19 juin 2017              |
| Marlène Schiappa       | Secrétaire d'État auprès du Premier ministre, chargée de l'Égalité entre les femmes et les hommes | 21 juin 2017 - 16 octobre 2018     |
| Marlène Schiappa       | Secrétaire d'État auprès du Premier ministre, chargée de l'Égalité entre les femmes et les hommes et de la Lutte contre les discriminations | 16 octobre 2018 - 3 juillet 2020   |
| Marlène Schiappa       | Ministre déléguée auprès du ministre de l'Intérieur, chargée de la Citoyenneté | 6 juillet 2020 - 16 mai 2022       |
| Sophie Cluzel          | Secrétaire d'État auprès du Premier ministre, chargée des Personnes handicapées | 17 mai - 19 juin 2017              |
| Sophie Cluzel          | Secrétaire d'État auprès du Premier ministre, chargée des Personnes handicapées | 21 juin 2017 - 3 juillet 2020      |
| Sophie Cluzel          | Secrétaire d'État auprès du Premier ministre, chargée des Personnes handicapées | 26 juillet 2020 - 16 mai 2022      |
| Mounir Mahjoubi        | Secrétaire d'État auprès du Premier ministre, chargé du Numérique | 17 mai - 19 juin 2017              |
| Mounir Mahjoubi        | Secrétaire d'État auprès du Premier ministre, chargé du Numérique | 21 juin 2017 - 16 octobre 2018     |
| Mounir Mahjoubi        | Secrétaire d'État auprès du ministre de l'Économie et des Finances et du ministre de l'Action et des Comptes publics, chargé du Numérique | 16 octobre 2018 - 27 mars 2019     |
| Nicole Belloubet       | Garde des Sceaux, ministre de la Justice | 21 juin 2017 - 3 juillet 2020      |
| Florence Parly *       | Ministre des Armées | 21 juin 2017 - 3 juillet 2020      |
| Florence Parly *       | Ministre des Armées | 6 juillet 2020 - 16 mai 2022       |
| Stéphane Travert       | Ministre de l'Agriculture et de l'Alimentation | 21 juin 2017 - 16 octobre 2018     |
| Jacqueline Gourault    | Ministre auprès du ministre d'État, ministre de l'Intérieur | 21 juin 2017 - 3 octobre 2018      |
| Jacqueline Gourault    | Ministre auprès du ministre de l'Intérieur | 3 - 16 octobre 2018                |
| Jacqueline Gourault    | Ministre de la Cohésion des territoires et des Relations avec les collectivités territoriales | 16 octobre 2018 - 3 juillet 2020   |
| Jacqueline Gourault    | Ministre de la Cohésion des territoires et des Relations avec les collectivités territoriales | 6 juillet 2020 - 5 mars 2022       |
| Nathalie Loiseau       | Ministre auprès du ministre de l'Europe et des Affaires étrangères, chargée des Affaires européennes | 21 juin 2017 - 27 mars 2019        |
| Sébastien Lecornu      | Secrétaire d'État auprès du ministre d'État, ministre de la Transition écologique et solidaire | 21 juin 2017 - 16 octobre 2018     |
| Sébastien Lecornu      | Ministre auprès de la ministre de la Cohésion des territoires et des Relations avec les collectivités territoriales, chargé des Collectivités territoriales | 16 octobre 2018 - 3 juillet 2020   |
| Sébastien Lecornu      | Ministre des Outre-mer | 6 juillet 2020 - 16 mai 2022       |
| Brune Poirson          | Secrétaire d'État auprès du ministre d'État, ministre de la Transition écologique et solidaire | 21 juin 2017 - 16 juillet 2019     |
| Brune Poirson          | Secrétaire d'État auprès de la ministre de la Transition écologique et solidaire | 16 juillet 2019 - 3 juillet 2020   |
| Jean-Baptiste Lemoyne  | Secrétaire d'État auprès du ministre de l'Europe et des Affaires étrangères | 21 juin 2017 - 3 juillet 2020      |
| Jean-Baptiste Lemoyne  | Secrétaire d'État auprès du ministre de l'Europe et des Affaires étrangères, chargé du Tourisme, des Français de l'étranger et de la Francophonie | 26 juillet 2020 - 8 décembre 2021  |
| Jean-Baptiste Lemoyne  | Ministre délégué auprès du ministre de l'Europe et des Affaires étrangères, chargé du Tourisme, des Français de l'étranger et de la Francophonie, et auprès du ministre de l'Économie, des Finances et de la Relance, chargé des Petites et Moyennes Entreprises | 8 décembre 2021 - 16 mai 2022      |
| Geneviève Darrieussecq | Secrétaire d'État auprès de la ministre des Armées | 21 juin 2017 - 3 juillet 2020      |
| Geneviève Darrieussecq | Ministre déléguée auprès de la ministre des Armées, chargée de la Mémoire et des Anciens combattants | 6 juillet 2020 - 16 mai 2022       |
| Julien Denormandie     | Secrétaire d'État auprès du ministre de la Cohésion des territoires | 21 juin 2017 - 16 octobre 2018     |
| Julien Denormandie     | Ministre auprès de la ministre de la Cohésion des territoires et des Relations avec les collectivités territoriales, chargé de la Ville et du Logement | 16 octobre 2018 - 3 juillet 2020   |
| Julien Denormandie     | Ministre de l'Agriculture et de l'Alimentation | 6 juillet 2020 - 16 mai 2022       |
| Benjamin Griveaux      | Secrétaire d'État auprès du ministre de l'Économie et des Finances | 21 juin - 24 novembre 2017         |
| Benjamin Griveaux      | Secrétaire d'État auprès du Premier ministre, porte-parole du Gouvernement | 24 novembre 2017 - 27 mars 2019    |
| Delphine Gény-Stephann | Secrétaire d'État auprès du ministre de l'Économie et des Finances | 24 novembre 2017 - 16 octobre 2018 |
| Olivier Dussopt        | Secrétaire d'État auprès du ministre de l'Action et des Comptes publics | 24 novembre 2017 - 3 juillet 2020  |
| Olivier Dussopt        | Ministre délégué auprès du ministre de l'Économie, des Finances et de la Relance, chargé des Comptes publics | 6 juillet 2020 - 16 mai 2022       |
| Nommés en 2018 (10)    | |                                    |
| François de Rugy       | Ministre d'État, ministre de la Transition écologique et solidaire | 4 septembre 2018 - 16 juillet 2019 |
| Roxana Maracineanu     | Ministre des Sports | 4 septembre 2018 - 3 juillet 2020  |
| Roxana Maracineanu     | Ministre déléguée auprès du ministre de l'Éducation nationale, de la Jeunesse et des Sports, chargée des Sports | 6 juillet 2020 - 16 mai 2022       |
| Franck Riester         | Ministre de la Culture | 16 octobre 2018 - 3 juillet 2020   |
| Franck Riester         | Ministre délégué auprès du ministre de l'Europe et des Affaires étrangères, chargé du Commerce extérieur et de l'Attractivité | 6 juillet 2020 - 16 mai 2022       |
| Didier Guillaume       | Ministre de l'Agriculture et de l'Alimentation | 16 octobre 2018 - 3 juillet 2020   |
| Marc Fesneau           | Ministre auprès du Premier ministre, chargé des Relations avec le Parlement | 16 octobre 2018 - 3 juillet 2020   |
| Marc Fesneau           | Ministre délégué auprès du Premier ministre, chargé des Relations avec le Parlement et de la Participation citoyenne | 6 juillet 2020 - 16 mai 2022       |
| Emmanuelle Wargon      | Secrétaire d'État auprès du ministre d'État, ministre de la Transition écologique et solidaire | 16 octobre 2018 - 16 juillet 2019  |
| Emmanuelle Wargon      | Secrétaire d'État auprès de la ministre de la Transition écologique et solidaire | 16 juillet 2019 - 3 juillet 2020   |
| Emmanuelle Wargon      | Ministre déléguée auprès de la ministre de la Transition écologique, chargée du Logement | 6 juillet 2020 - 16 mai 2022       |
| Christelle Dubos       | Secrétaire d'État auprès de la ministre des Solidarités et de la Santé | 16 octobre 2018 - 16 février 2020  |
| Christelle Dubos       | Secrétaire d'État auprès du ministre des Solidarités et de la Santé | 16 février - 3 juillet 2020        |
| Agnès Pannier-Runacher | Secrétaire d'État auprès du ministre de l'Économie et des Finances | 16 octobre 2018 - 3 juillet 2020   |
| Agnès Pannier-Runacher | Ministre déléguée auprès du ministre de l'Économie, des Finances et de la Relance, chargée de l'Industrie | 6 juillet 2020 - 16 mai 2022       |
| Gabriel Attal          | Secrétaire d'État auprès du ministre de l'Éducation nationale et de la Jeunesse | 16 octobre 2018 - 3 juillet 2020   |
| Gabriel Attal          | Secrétaire d'État auprès du Premier ministre, porte-parole du Gouvernement | 6 juillet 2020 - 16 mai 2022       |
| Laurent Nuñez          | Secrétaire d'État auprès du ministre de l'Intérieur | 16 octobre 2018 - 3 juillet 2020   |
| Nommés en 2019 (7)     | |                                    |
| Adrien Taquet          | Secrétaire d'État auprès de la ministre des Solidarités et de la Santé | 25 janvier 2019 - 16 février 2020  |
| Adrien Taquet          | Secrétaire d'État auprès du ministre des Solidarités et de la Santé | 16 février - 3 juillet 2020        |
| Adrien Taquet          | Secrétaire d'État auprès du ministre des Solidarités et de la Santé, chargé de l'Enfance et des Familles | 26 juillet 2020 - 16 mai 2022      |
| Sibeth Ndiaye          | Secrétaire d'État auprès du Premier ministre, porte-parole du Gouvernement | 31 mars 2019 - 3 juillet 2020      |
| Amélie de Montchalin   | Secrétaire d'État auprès du ministre de l'Europe et des Affaires étrangères, chargée des Affaires européennes | 31 mars 2019 - 3 juillet 2020      |
| Amélie de Montchalin   | Ministre de la Transformation et de la Fonction publiques | 6 juillet 2020 - 16 mai 2022       |
| Cédric O               | Secrétaire d'État auprès du ministre de l'Économie et des Finances et du ministre de l'Action et des Comptes publics, chargé du Numérique | 31 mars 2019 - 3 juillet 2020      |
| Cédric O               | Secrétaire d'État auprès du ministre de l'Économie, des Finances et de la Relance et de la ministre de la Cohésion des territoires et des Relations avec les collectivités territoriales, chargé de la Transition numérique et des Communications électroniques  | 26 juillet 2020 - 5 mars 2022      |
| Cédric O               | Secrétaire d'État auprès du ministre de l'Économie, des Finances et de la Relance et du ministre de la Cohésion des territoires et des Relations avec les collectivités territoriales, chargé de la Transition numérique et des Communications électroniques     | 5 mars - 16 mai 2022               |
| Jean-Paul Delevoye *   | Haut-commissaire aux Retraites, auprès de la ministre des Solidarités et de la Santé | 3 septembre - 17 décembre 2019     |
| Jean-Baptiste Djebbari | Secrétaire d'État auprès de la ministre de la Transition écologique et solidaire, chargé des Transports | 3 septembre 2019 - 3 juillet 2020  |
| Jean-Baptiste Djebbari | Ministre délégué auprès de la ministre de la Transition écologique, chargé des Transports | 6 juillet 2020 - 16 mai 2022       |
| Laurent Pietraszewski  | Secrétaire d'État auprès de la ministre des Solidarités et de la Santé, chargé des Retraites | 17 décembre 2019 - 16 février 2020 |
| Laurent Pietraszewski  | Secrétaire d'État auprès du ministre des Solidarités et de la Santé, chargé des Retraites | 16 février - 19 mai 2020           |
| Laurent Pietraszewski  | Secrétaire d'État auprès du ministre des Solidarités et de la Santé, chargé des Retraites, et auprès de la ministre du Travail, chargé de la Protection de la santé des salariés contre l'épidémie de Covid-19                                                   | 19 mai - 3 juillet 2020            |
| Laurent Pietraszewski  | Secrétaire d'État auprès de la ministre du Travail, de l'Emploi et de l'Insertion, chargé des Retraites et de la Santé au travail | 26 juillet 2020 - 16 mai 2022      |
| Nommés en 2020 (16)    | |                                    |
| Olivier Véran          | Ministre des Solidarités et de la Santé | 16 février - 3 juillet 2020        |
| Olivier Véran          | Ministre des Solidarités et de la Santé | 6 juillet 2020 - 16 mai 2022       |
| Jean Castex            | Premier ministre | 3 juillet 2020 - 16 mai 2022       |
| Barbara Pompili *      | Ministre de la Transition écologique | 6 juillet 2020 - 16 mai 2022       |
| Éric Dupond-Moretti    | Garde des Sceaux, ministre de la Justice | 6 juillet 2020 - 16 mai 2022       |
| Roselyne Bachelot *    | Ministre de la Culture | 6 juillet 2020 - 16 mai 2022       |
| Élisabeth Moreno       | Ministre déléguée auprès du Premier ministre, chargée de l'Égalité entre les femmes et les hommes, de la Diversité et de l'Égalité des chances | 6 juillet 2020 - 16 mai 2022       |
| Alain Griset           | Ministre délégué auprès du ministre de l'Économie, des Finances et de la Relance, chargé des Petites et Moyennes Entreprises | 6 juillet 2020 - 8 décembre 2021   |
| Brigitte Klinkert      | Ministre déléguée auprès de la ministre du Travail, de l'Emploi et de l'Insertion, chargée de l'Insertion | 6 juillet 2020 - 16 mai 2022       |
| Nadia Hai              | Ministre déléguée auprès de la ministre de la Cohésion des territoires et des Relations avec les collectivités territoriales, chargée de la Ville | 6 juillet 2020 - 5 mars 2022       |
| Nadia Hai              | Ministre déléguée auprès du ministre de la Cohésion des territoires et des Relations avec les collectivités territoriales, chargée de la Ville | 26 juillet 2020 - 5 mars 2022      |
| Brigitte Bourguignon   | Ministre déléguée auprès du ministre des Solidarités et de la Santé, chargée de l'Autonomie | 6 juillet 2020 - 16 mai 2022       |
| Clément Beaune         | Secrétaire d'État auprès du ministre de l'Europe et des Affaires étrangères, chargé des Affaires européennes | 26 juillet 2020 - 16 mai 2022      |
| Bérangère Abba         | Secrétaire d'État auprès de la ministre de la Transition écologique, chargée de la Biodiversité | 26 juillet 2020 - 16 mai 2022      |
| Nathalie Élimas        | Secrétaire d'État auprès du ministre de l'Éducation nationale, de la Jeunesse et des Sports, chargée de l'Éducation prioritaire | 26 juillet 2020 - 5 mars 2022      |
| Sarah El Haïry         | Secrétaire d'État auprès du ministre de l'Éducation nationale, de la Jeunesse et des Sports, chargée de la Jeunesse et de l'Engagement | 26 juillet 2020 - 16 mai 2022      |
| Olivia Grégoire        | Secrétaire d'État auprès du ministre de l'Économie, des Finances et de la Relance, chargée de l'Économie sociale et solidaire | 26 juillet 2020 - 16 mai 2022      |
| Joël Giraud            | Secrétaire d'État auprès de la ministre de la Cohésion des territoires et des Relations avec les collectivités territoriales, chargé de la Ruralité | 26 juillet 2020 - 5 mars 2022      |
| Joël Giraud            | Ministre de la Cohésion des territoires et des Relations avec les collectivités territoriales | 5 mars - 16 mai 2022               |

| Nom                                | Fonctions | Dates                              | Gouvernement             |
| ---------------------------------- | --- | ---------------------------------- | ------------------------ |
| François Bayrou (nommé en 2017)    | Ministre de l'Éducation nationale | 30 mars 1993 - 11 mai 1995         | Édouard Balladur         |
| François Bayrou (nommé en 2017)    | Ministre de l'Éducation nationale, de l'Enseignement supérieur, de la Recherche et de l'Insertion professionnelle                                                      | 18 mai - 7 novembre 1995           | Alain Juppé (1)          |
| François Bayrou (nommé en 2017)    | Ministre de l'Éducation nationale, de l'Enseignement supérieur et de la Recherche                                                                                      | 7 novembre 1995 - 2 juin 1997      | Alain Juppé (2)          |
| Jean-Yves Le Drian (nommé en 2017) | Secrétaire d'État à la Mer, auprès du ministre de l'Équipement, du Logement, des Transports et de l'Espace                                                             | 17 mai 1991 - 2 avril 1992         | Édith Cresson            |
| Jean-Yves Le Drian (nommé en 2017) | Ministre de la Défense | 16 mai - 18 mai 2012               | Jean-Marc Ayrault (1)    |
| Jean-Yves Le Drian (nommé en 2017) | Ministre de la Défense | 21 juin 2012 - 31 mars 2014        | Jean-Marc Ayrault (2)    |
| Jean-Yves Le Drian (nommé en 2017) | Ministre de la Défense | 2 avril - 25 août 2014             | Manuel Valls (1)         |
| Jean-Yves Le Drian (nommé en 2017) | Ministre de la Défense | 26 août 2014 - 6 décembre 2016     | Manuel Valls (2)         |
| Jean-Yves Le Drian (nommé en 2017) | Ministre de la Défense | 6 décembre 2016 - 10 mai 2017      | Bernard Cazeneuve        |
| Bruno Le Maire (nommé en 2017)     | Secrétaire d'État auprès du ministre des Affaires étrangères et européennes, chargé des Affaires européennes                                                           | 12 décembre 2008 - 23 juin 2009    | François Fillon (2)      |
| Bruno Le Maire (nommé en 2017)     | Ministre de l'Alimentation, de l'Agriculture et de la Pêche | 23 juin 2009 - 13 novembre 2010    | François Fillon (2)      |
| Bruno Le Maire (nommé en 2017)     | Ministre de l'Agriculture, de l'Alimentation, de la Pêche, de la Ruralité et de l'Aménagement du territoire                                                            | 14 novembre 2010 - 10 mai 2012     | François Fillon (3)      |
| Annick Girardin (nommée en 2017)   | Secrétaire d'État auprès du ministre des Affaires étrangères et du Développement international, chargée du Développement et de la Francophonie                         | 9 avril - 25 août 2014             | Manuel Valls (1)         |
| Annick Girardin (nommée en 2017)   | Secrétaire d'État auprès du ministre des Affaires étrangères et du Développement international, chargée du Développement et de la Francophonie                         | 26 août 2014 - 11 février 2016     | Manuel Valls (2)         |
| Annick Girardin (nommée en 2017)   | Ministre de la Fonction publique | 11 février - 6 décembre 2016       | Manuel Valls (2)         |
| Annick Girardin (nommée en 2017)   | Ministre de la Fonction publique | 6 décembre 2016 - 10 mai 2017      | Bernard Cazeneuve        |
| Florence Parly (nommée en 2017)    | Secrétaire d'État au Budget, auprès du ministre de l'Économie, des Finances et de l'Industrie                                                                          | 3 janvier 2000 - 6 mai 2002        | Lionel Jospin            |
| Jean-Paul Delevoye (nommé en 2019) | Ministre de la Fonction publique, de la Réforme de l'État et de l'Aménagement du territoire                                                                            | 7 mai - 17 juin 2002               | Jean-Pierre Raffarin (1) |
| Jean-Paul Delevoye (nommé en 2019) | Ministre de la Fonction publique, de la Réforme de l'État et de l'Aménagement du territoire                                                                            | 17 juin 2002 - 30 mars 2004        | Jean-Pierre Raffarin (2) |
| Barbara Pompili (nommée en 2020)   | Secrétaire d'État auprès de la ministre de l'Environnement, de l'Énergie et de la Mer, chargée des Relations internationales sur le climat, chargée de la Biodiversité | 11 février - 6 décembre 2016       | Manuel Valls (2)         |
| Barbara Pompili (nommée en 2020)   | Secrétaire d'État auprès de la ministre de l'Environnement, de l'Énergie et de la Mer, chargée des Relations internationales sur le climat, chargée de la Biodiversité | 6 décembre 2016 - 10 mai 2017      | Bernard Cazeneuve        |
| Roselyne Bachelot (nommée en 2020) | Ministre de l'Écologie et du Développement durable | 7 mai - 17 juin 2002               | Jean-Pierre Raffarin (1) |
| Roselyne Bachelot (nommée en 2020) | Ministre de l'Écologie et du Développement durable | 17 juin 2002 - 30 mars 2004        | Jean-Pierre Raffarin (2) |
| Roselyne Bachelot (nommée en 2020) | Ministre de la Santé, de la Jeunesse et des Sports | 18 mai - 18 juin 2007              | François Fillon (1)      |
| Roselyne Bachelot (nommée en 2020) | Ministre de la Santé, de la Jeunesse et des Sports | 19 juin 2007 - 18 mars 2008        | François Fillon (2)      |
| Roselyne Bachelot (nommée en 2020) | Ministre de la Santé, de la Jeunesse, des Sports et de la Vie associative                                                                                              | 18 mars 2008 - 12 janvier 2009     | François Fillon (2)      |
| Roselyne Bachelot (nommée en 2020) | Ministre de la Santé et des Sports | 12 janvier 2009 - 13 novembre 2010 | François Fillon (2)      |
| Roselyne Bachelot (nommée en 2020) | Ministre des Solidarités et de la Cohésion sociale | 14 novembre 2010 - 10 mai 2012     | François Fillon (3)      |

## Politique intérieure

### Moralisation de la vie politique
Un des premiers textes soumis au Parlement est le projet de loi de « moralisation » de la vie publique (les conjoints, parents, enfants ne peuvent faire partie des collaborateurs des élus et des ministres ; l'IRFM des parlementaires est remplacée par un remboursement sur note de frais ; suppression de la réserve parlementaire, etc.). Malgré quelques couacs en séance, il est adopté à une large majorité en juillet 2017 et, pour l’essentiel, validé par le Conseil constitutionnel.
Cependant, dès l'été 2017 François Bayrou, Sylvie Goulard et Marielle de Sarnez doivent quitter le gouvernement en raison d'une enquête sur les assistants parlementaires au Parlement européen ; François de Rugy doit abandonner en 2019 sa fonction de ministre après des révélations fiscales durant son mandat parlementaire ; Laura Flessel en 2018 et Jean-Paul Delevoye en 2019 sont mis en cause des déclarations d'intérêts incomplètes ou inexactes.
En juillet 2018, Emmanuel Macron est confronté à la révélation par la presse de violences commises le 1er mai 2018 en uniforme de policier (dont il aurait usurpé la fonction) par son chargé de mission et sa sécurité Alexandre Benalla. Ces faits amènent l'Assemblée nationale à créer une commission d'enquête parlementaire, tout comme le Sénat. Fin juillet 2018, la popularité d'Emmanuel Macron atteint alors un point le plus bas. En novembre 2021, Alexandre Benalla est condamné à trois ans de prison dont deux avec sursis, à la fois pour les violences commises le 1er mai 2018 et pour l’usage de faux documents dans l’affaire des passeports diplomatiques.

### Institutions et administration
Le gouvernement annonce préparer pour 2018 une réforme constitutionnelle qui notamment modifierait le mode de scrutin pour les législatives en y introduisant une dose de proportionnelle, supprimerait la Cour de justice de la République, et réformerait le statut du Conseil supérieur de la magistrature. Alors que le gouvernement fait usage des ordonnances sur des réformes importantes, telle que la loi travail ou le statut de la SNCF, la réforme prévoit une accélération du temps législatif, avec la réduction du nombre de lectures des textes ou une possible limitation du droit d'amendement, tendant à renforcer encore la primauté de l'exécutif sur le législatif. Le 22 juillet 2018, l'examen du projet de loi de révision constitutionnelle par les députés est toutefois suspendu en raison de l'affaire Benalla. Un an plus tard, de nouveaux projets de loi, intégrant notamment les conclusions tirées par l'exécutif du grand débat national, sont envisagés.
Alors qu'Emmanuel Macron avait annoncé pendant sa campagne vouloir « mettre sous tension l’appareil d’État » en changeant ou en confirmant l’intégralité des postes de direction de la fonction publique, ce qui est interprété comme la mise en place d'un système des dépouilles (spoils system) comme pratiqué aux États-Unis,, il ne procède qu'à 49 nominations de directeurs d’administration centrale (DAC) ― contre 69 sous la présidence de François Hollande, à la même période ; hormis le cas de hauts commissaires et d’un délégué interministériel, aucun DAC n'est recruté dans le privé, alors qu'Emmanuel Macron avait promis qu'au moins un quart des DAC le serait,. Mediapart considère ainsi que la « petite révolution » que pouvait constituer le dispositif annoncé par Emmanuel Macron « n’a jamais eu lieu ». En mai 2021, Amélie de Montchalin, ministre de la Transformation et de la Fonction publiques, indique que 87 % des DAC ont été changés sous la présidence d'Emmanuel Macron mais dément toute « reprise en main du politique sur la haute administration ».
Emmanuel Macron avait affirmé une volonté de réduire le périmètre des services publics en se fixant l'objectif de supprimer 120 000 postes de fonctionnaires en cinq ans. En avril 2019, le chef de l’État souhaite qu’il n’y ait plus de fermetures d’écoles ou d’hôpitaux d’ici à la fin du quinquennat et assurer pour l’ensemble des citoyens un accès aux services publics « en moins de trente minutes », notamment grâce à l'implantation d'une structure dénommée « France services » à l'échelle du canton. En juillet 2019, Gérald Darmanin acte une revue à la baisse des suppressions de postes au sein de la fonction publique d'État, de 50 000 à 15 000 postes, faisant ainsi passer l'objectif global de 120 000 à 85 000 suppressions. Cette décision fait suite à l'intégration du ministère de l'Éducation dans les ministères « sanctuarisés » à l'issue du grand débat national.

#### Recours aux cabinets de conseil privés
Le recours aux cabinets de conseil est qualifié de « phénomène tentaculaire et opaque » dans un rapport sénatorial de mars 2022. Le montant dépensé en prestations privées a doublé entre 2018 et 2021, pour atteindre plus d’un milliard d’euros en 2021. Ces cabinets réalisent certaines missions à la place de fonctionnaires de l'administration et leurs productions sont parfois de mauvaise qualité. Des parlementaires et des membres de l'opposition reprochent au gouvernement l'influence des cabinets de conseil sur l'action publique, notamment sur des dispositifs d'aide comme les APL, ainsi que la perte de compétences de l'administration découlant de ces recours. Certaines critiques visent en particulier le cabinet McKinsey, dénonçant son influence importante au sein du gouvernement et son évasion fiscale.
Le gouvernement assume de faire appel aux compétences du privé et à des « renforts » ponctuels et affirme que ce ne sont pas les consultants qui prennent les décisions. Il souligne que les recours aux cabinets de conseil avaient déjà lieu sous les précédents mandats et que certains pays dépensent davantage pour ces prestations.

### Justice
La présidence d’Emmanuel Macron est marquée par plusieurs polémiques sur l’indépendance de la justice. C’est notamment le cas en novembre 2018, avec son choix de nommer Rémy Heitz comme procureur de Paris, contre les candidats retenus par la ministre de la Justice, Nicole Belloubet ; des magistrats dénoncent alors une « reprise en mains politique du ministère public ». Sa décision de suspendre le volet sur l’indépendance du parquet de la révision constitutionnelle ainsi que les perquisitions médiatisées au siège de La France insoumise interrogent également l’opposition. En octobre 2019, il est interpellé après la diffusion d’une note confidentielle du ministère de la Justice envisageant de maintenir ou supprimer des postes de juges d’instruction en fonction des résultats allant être obtenus par La République en marche aux élections municipales de 2020,.
Lors des débats sur la loi de programmation 2018-2022 et de réforme pour la justice, le gouvernement introduit un amendement créant un parquet national antiterroriste et dont la charge est confiée en juillet 2019 à Jean-François Ricard.
En août 2020, la quasi-intégralité des dispositions d'une proposition de loi visant à établir des mesures de sévères restrictions des libertés des condamnés pour terrorisme ayant purgé leur peine est censurée par le Conseil constitutionnel car, notamment, mal proportionnées aux situations des individus et pouvant être reconduite annuellement jusque dix fois même en l'absence d'éléments nouveaux,.

### Collectivités locales
Lors de la Conférence nationale des territoires qu'il organise le 17 juillet 2017, Emmanuel Macron annonce une baisse des dotations budgétaires aux collectivités locales de 13 milliards d'euros. Toutefois, l'annonce surprise d'une baisse de 300 millions des dotations et des crédits alloués à la politique de la ville de l'année en cours, la restriction des emplois aidés et le doute persistant sur les modalités de compensation de la baisse progressive de la taxe d'habitation d'une majorité de la population ébranlent les élus locaux. Le mauvaise réception de ces annonces par les maires favorise un revers de LREM aux élections sénatoriales de septembre 2017.
Anticipant la faible proportion de redevables de la taxe d'habitation d'ici quelques années, Macron annonce en novembre 2017 son intention d'une révision en profondeur de la fiscalité locale incluant la suppression de la TH. Il annonce souhait d'une révision de l'article 72 de la Constitution, qui régit le statut et les compétences des collectivités locales, pour « permettre [à ces dernières] de pérenniser une expérimentation réussie sans qu’elle soit généralisée sur tout le territoire ». Après sa visite en Corse, Emmanuel Macron annonce une mention de la Corse dans la Constitution dans le cadre des projets de révision constitutionnelle . Début 2022, plusieurs manifestations pour Yvan Colonna, militant indépendantiste corse mortellement agressé en prison, dégénèrent en violents affrontements.
En mai 2018, le rejet brutal des propositions de Jean-Louis Borloo sur la politique de la ville laisse l’État sans projet pour les banlieues, alors que le Premier ministre reconnaît devant les parlementaires de la Seine-Saint-Denis en septembre le défaut de moyens régaliens pour ce département. Face à une fronde généralisée des collectivités locales, le remaniement ministériel d'octobre 2018 est l'occasion d'un changement de ton avec la création d'un grand ministère des territoires et la recherche de solutions partagées sur la fiscalité locale communale et les aides sociales pour les départements. Peu concerné par la politique de la ville, Jacques Mézard est remplacé par Julien Denormandie pour ce dossier et celui du logement au sein d'un ministère des territoires désormais chapeauté par Jacqueline Gourault.
Alors qu'il avait promis durant sa campagne présidentielle de « supprimer au moins un quart des départements, là où ils peuvent être rapprochés de l'une de nos grandes métropoles », Emmanuel Macron révise cette intention en créant, en octobre 2018, un ministère « chargé des collectivités », attribué à l’ancien président du département de l'Eure, Sébastien Lecornu. Les autres niveaux ne semblent guère adaptés à l'action sociale et la réduction du nombre de régions rend ce niveau intermédiaire entre la commune et la région difficilement dispensable, d'où la limitation de la réduction de départements à des fusions volontaires de départements. La reprise de compétences départementales par les métropoles est abandonnée, sauf pour la Métropole d'Aix-Marseille-Provence où elle reste en débat, alors que la révision annoncée de l'organisation sur le périmètre de la Métropole du Grand Paris est reportée. En janvier 2021, les départements du Haut-Rhin et du Bas-Rhin sont regroupés au sein de la « collectivité européenne d'Alsace », dotée de compétences spécifiques.
Après le grand débat national, le chef de l'État annonce, une fois la réforme constitutionnelle adoptée, son intention d'initier en 2020 un « nouvel acte de décentralisation adapté à chaque territoire » portant prioritairement sur des « politiques de la vie quotidienne » telles que le logement, les transports ou la transition écologique pour « garantir des décisions prises au plus près du terrain ».

### Outre-mer

Résultats par ville du référendum de 2018 sur l'indépendance de la Nouvelle-Calédonie.

À la suite de l'insécurité provoquée par de jeunes migrants comoriens, Emmanuel Macron doit faire face à une grève générale sur l'île de Mayotte au début de 2018, qui suscite un flou au sein de l'exécutif sur les mesures à prendre pour apporter une solution pérenne. Malgré 100 millions d'euros sur cinq ans pour aider à la construction de groupes scolaires et cuisines centrales, de nombreux postes d'enseignants restent vacants en raison de difficultés de recrutement. Un nouveau centre hospitalier doit être construit d'ici 2027. Si la croissance économique est de 7 % par an, les infrastructures restent déficientes et l'allongement de la piste de l'aéroport de Dzaoudzi-Pamandzi n'est pas acté.
Lors du référendum de 2018 sur l'indépendance de la Nouvelle-Calédonie, le non l'emporte avec 56,67 % des voix, ce choix étant confirmé en 2020 et en 2021.
En juillet 2018, dans le cadre d'une réforme de France Télévisions, le gouvernement Édouard Philippe annonce la suppression de France Ô de la TNT d'ici 2020,, ce qui se réalise effectivement le 24 août 2020.

### Sécurité
Parmi les premiers projets de loi prévus par le gouvernement, Le Monde révèle, le 7 juin 2017, qu'Emmanuel Macron et Édouard Philippe entendent inscrire de nombreuses mesures de l'état d'urgence dans le droit commun. Le texte suscite de vives inquiétudes parmi les juristes et les associations défendant les libertés publiques.

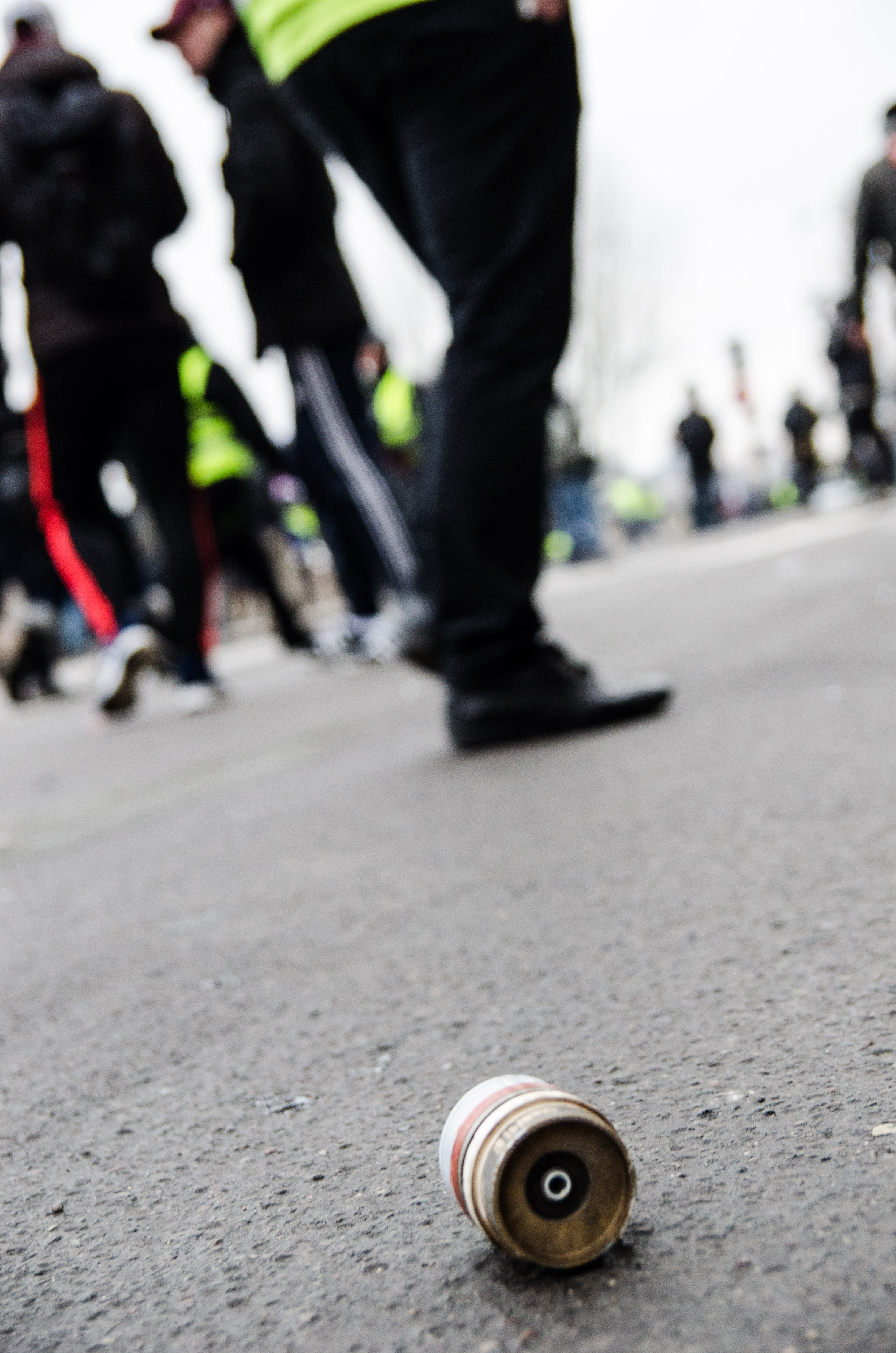
En réaction au mouvement des Gilets jaunes, l'exécutif modifie la doctrine de maintien de l'ordre avec l'usage intensif des LBD (ici une douille de LBD).

La loi renforçant la sécurité intérieure et la lutte contre le terrorisme accorde des pouvoirs étendus aux autorités de l'État, mais est largement critiquée en ce qu'elle autorise des violations des droits de l'homme. Ce projet de loi est ainsi sévèrement jugé par le New York Times qui estime que celui-ci « légaliserait de façon permanente l'état d'urgence décrété par François Hollande » et juge que les mesures inscrites dans ce texte « ont peu contribué à lutter contre le terrorisme, pas davantage que les lois déjà existantes, tout en menaçant réellement les droits des citoyens ». Pour le juriste Dominique Rousseau, la volonté de l'exécutif d'introduire dans le droit commun les principales mesures de l'état d'exception qu'est l'état d'urgence « nous fait nous habituer à vivre sous état d'urgence « comme si de rien n’était ». […] Or, quand on porte atteinte aux libertés, on est certain d'en limiter l'exercice mais on n’est jamais certain de garantir la sécurité ».
Emmanuel Macron est confronté aux attentats dans l'Aude en mars 2018 (5 morts) et à Strasbourg en décembre 2018 (4 morts), alors qu'un projet d'attentat contre lui est déjoué en novembre 2018. Durant l'été 2020, le Parlement adopte une proposition de loi prévoyant de mesures de contrôle des détenus condamnés pour terrorisme à l'issue de leur peine de prison afin de prévenir une éventuelle récidive. Le 16 octobre 2020, l'enseignant Samuel Paty est décapité à Éragny après avoir présenté deux caricatures de Mahomet en classe.
Le ministre de l'Intérieur Gérard Collomb défend le projet de loi immigration et asile qui restreint les conditions de l'asile en France. En avril 2018, le député Jean-Michel Clément vote contre le projet en première lecture et quitte LREM, puis la députée LREM Aina Kuric en seconde lecture. Cette dernière s'oppose à un amendement restreignant les conditions d'accès à la nationalité à Mayotte, mesure dénoncée par l'historie, politologue et directeur de recherche au CNRS Patrick Weil.
Le 16 août 2017, Gérard Collomb annonce la mise en place d'ici fin 2017 d'une police de sécurité du quotidien qui est défendue comme un facteur d’apaisement entre jeunes et forces de l'ordre dans les quartiers difficiles. À la fin du quinquennat, la sociologue Virginie Malochet indique cependant que l'impact de cette nouvelle force de police « reste relativement limité, sans incidence majeure sur l’activité des services de police et de gendarmerie ».
En novembre 2018, l'Assemblée nationale vote le principe d'une contravention forfaitaire payable immédiatement de 200 € pour la détention d'une petite quantité de cannabis, le ministère public conservant la faculté de saisir le tribunal correctionnel où le contrevenant encourt un an de prison et 3 750 €. L'opposition doute de l'efficacité de cette mesure pour réduire les trafics, celle de gauche plaidant plutôt pour une légalisation contrôlée. En juillet 2020, le gouvernement annonce pour la « rentrée 2020 » la généralisation de cette contravention et réaffirme encore en septembre 2021, à Marseille, le caractère structurant de cette orientation de lutte contre les trafics.
Après que la police a été débordée par les manifestations de Gilets jaunes, notamment avec le saccage de l'Arc de triomphe lors de l'« acte III » le 1er décembre 2018, le préfet de police Michel Delpuech met en place une nouvelle doctrine du maintien de l'ordre, rompant avec les gardes statiques. Avec les interpellations préventives, la mise en place d'unités motocyclistes, l'initiative des assauts, un usage intensif des LBD et des grenades de désencerclement, la police (17 blessés à Paris) assume la violence le 8 décembre avec 126 blessés, dont quatre pertes d’œil, 1 082 interpellations dont 984 gardes à vues. Le gouvernement reprend une proposition de loi déposée à l'origine par la droite sénatoriale, dite « loi anti-casseurs », ce qui suscite des oppositions de l'aile gauche des députés LREM, 50 d'entre eux s'abstenant. Si le Conseil constitutionnel valide l'essentiel de la loi (fouilles préventives, interdiction de dissimulation du visage…), il censure l’article 3, le plus contesté, qui aurait permis aux préfets d’interdire à des individus de manifester sous peine de six mois de prison et 7 500 euros d'amende.
Le 8 octobre 2019, après l'attentat de la préfecture de police de Paris, Emmanuel Macron déclare dans une allocution télévisée en hommage aux policiers tués que « les institutions seules ne suffiront pas » et que « l’administration seule et tous les services de l’État ne sauraient venir à bout de l’hydre islamiste » pour en appeler à une « société de vigilance » : « C’est la nation tout entière qui doit s’unir, se mobiliser, agir » pour « savoir repérer à l’école, au travail, dans les lieux de culte, près de chez soi les relâchements, les déviations ». Cette intention et l'accélération d'un programme de reconnaissance faciale inquiètent notamment la juriste Mireille Delmas-Marty, qui craint une nouvelle étape vers une « société de surveillance » dans le mouvement amorcé après les attentats du 11 septembre 2001.
Le sociologue Marc Loriol atteste d'une augmentation du nombre d'actions policières violentes entre 2017 et 2020, notamment dans le cadre du mouvement des Gilets jaunes, qu'il impute aux conditions d’organisation du travail policier et aux orientations politiques données au maintien de l’ordre et à la gestion des manifestants. Reporterre, début avril 2020, souligne que l'instauration de couvre-feux, de contrôles policiers et l'implication de l'industrie technosécuritaire (application StopCovid) pendant la pandémie de Covid-19 traduit, en France, un contrôle accru de la population par les forces policières. Ce point est également souligné par l'association La Quadrature du Net, en évoquant les contrôles du respect du confinement par des drones. Des citoyens français témoignent de violences lors de contrôles policiers. L'avocat Charles Consigny, le journaliste David Dufresne, le sociologue Emmanuel Todd, l'historien Johann Chapoutot ou encore Le Média estiment que la France se transforme en État policier sous la présidence d'Emmanuel Macron. L'exécutif est confronté à plusieurs cas de possibles violences policières dont la mort de Cédric Chouviat. Les mobilisations autour du cas d'Adama Traoré et George Floyd en juin 2020 conduisent le ministre de l'Intérieur à abandonner la technique d'interpellation par clé d'étranglement avant d'y renoncer sous la pression des policiers, auxquels Emmanuel Macron apporte un soutien sans réserve. Le 29 septembre 2020, Amnesty International publie une enquête selon laquelle la France a instrumentalisé des lois contraires au droit international pour verbaliser, arrêter arbitrairement et poursuivre en justice des gens qui n’ont commis aucune violence. Depuis novembre 2018, des Gilets jaunes, manifestants contre les violences policières et journalistes ont été ciblés.
En novembre 2020, une importante contestation se fait jour contre la proposition de loi sécurité globale et en particulier son article 24 qui restreindrait le droit de filmer des policiers dans le cadre de leur fonction, alors même que les images peuvent jouer un rôle de témoignage sur les conditions d'intervention,. Emmanuel Macron accorde un entretien au média vidéo Brut, très suivi par la jeunesse, où il reconnaît le contrôle au faciès et des violences de policiers, ce qui lui vaut des critiques de deux syndicats de policiers. La loi est définitivement adoptée par le Parlement le 15 avril 2021 : elle règlemente la sécurité privée, augmente les prérogatives des polices municipales et permet d'en créer une à Paris, donne un cadre d'emploi à l'usage des drones et dans un controversé article 24 durcit les règles protégeant l'image des policiers. Ces deux dernières mesures sont finalement annulées par le Conseil constitutionnel.

### Immigration
Les universitaires Patrick Weil et Josselin Dravigny, spécialistes de l'immigration, soulignent le durcissement de la politique répressive à l'encontre des migrants à l'œuvre dès les premiers jours de la présidence d'Emmanuel Macron, en particulier à Calais : Patrick Weil estime que, « comme le Défenseur des droits Jacques Toubon l’a souligné, les récentes attaques sur les migrants à Calais s’apparentent à une remise en cause, d’une violence inédite, de la dignité des personnes »,. Le 12 juillet 2017, le gouvernement annonce un plan pour « garantir le droit d’asile » et « mieux maîtriser les flux migratoires », selon Le Monde « basé sur une politique sacrifiant l’accueil et augmentant la « dissuasion migratoire » ; Jacques Toubon estime qu'« il s’inscrit dans la ligne des politiques successives qui dysfonctionnent depuis trente ans ». Condamné fin juillet par le Conseil d’État à pourvoir aux besoins sanitaires alimentaires des réfugiés, l’État installe un dispositif de mise à disposition de toilettes publiques, de citernes pour l’accès à l’eau et à des douches pour les plus vulnérables. Il fait également ouvrir un Centre d’accueil et d’évaluation des situations (CAES) à Troisvaux.
En 2018, Gérard Collomb défend un projet de loi sur l'asile et l'immigration, qui suscite des tensions au sein de la majorité parlementaire. Le gouvernement « allonge la durée de la rétention administrative jusqu'à quatre-vingt-dix jours (contre quarante-cinq auparavant), y compris pour les familles accompagnées d’enfants ; instaure le fichage des mineurs isolés, banalise les audiences de demande d’asile par visioconférence, restreint l’accès à un titre de séjour pour les parents d’enfants français, limite le droit du sol à Mayotte, etc ».

### Environnement
Après le désistement des États-Unis de l'accord de Paris sur le climat, Emmanuel Macron répond au président américain Donald Trump, en paraphrasant le slogan de campagne de ce dernier : « Make our planet great again ». Il réaffirme l'engagement de la France et décide lors du sommet du G20 de 2017 d'organiser un sommet mondial le 12 décembre de la même année afin de prendre de nouvelles résolutions en faveur du climat, notamment en matière financière. Toutefois, l'exécutif est critiqué par les écologistes pour son soutien à l'énergie nucléaire et l'engagement en faveur de nouveaux accords de libre-échange contraires à ses propos en faveur d'une souveraineté alimentaire et climatique.

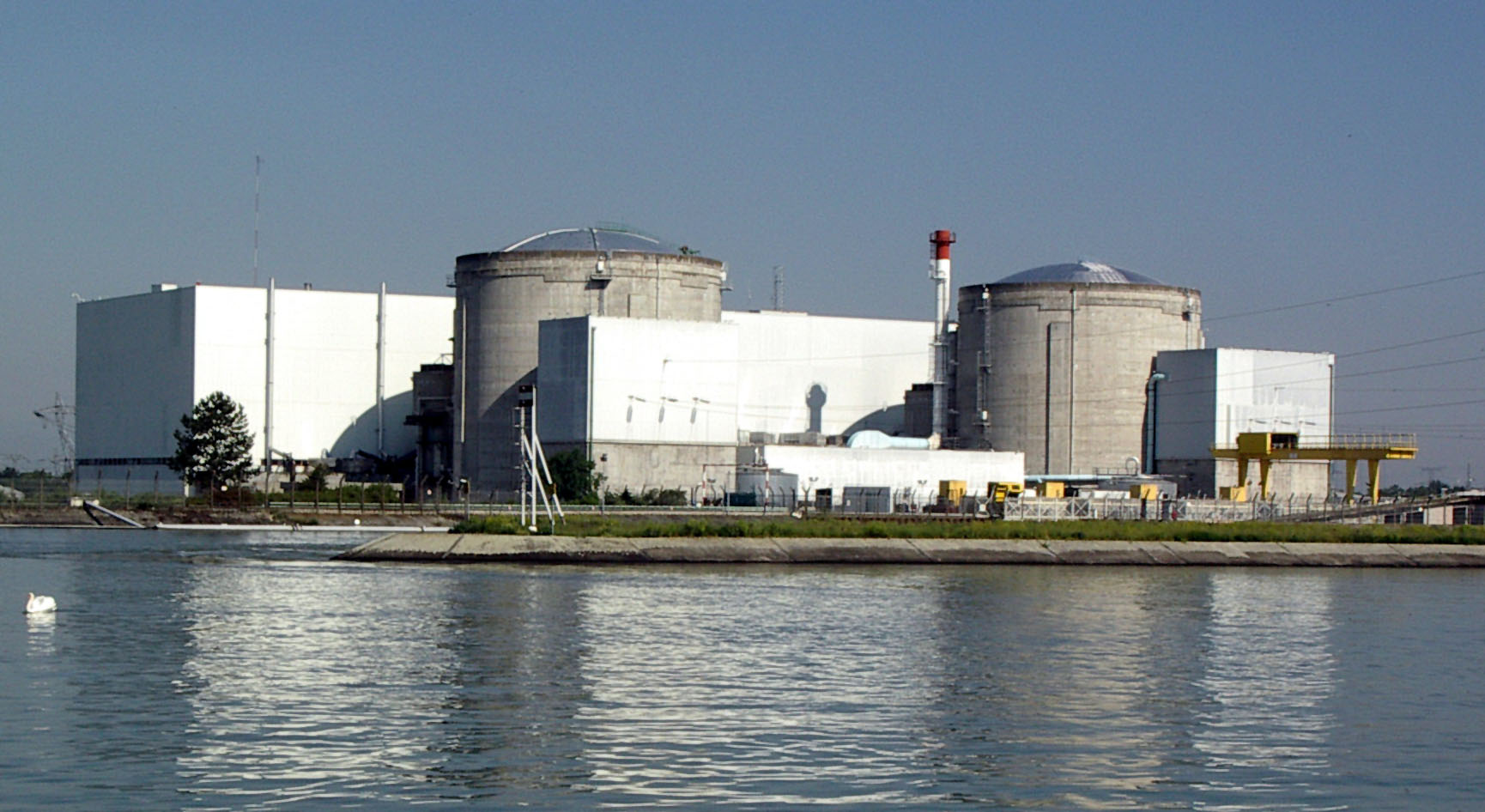
La centrale nucléaire de Fessenheim est fermée en juin 2020.

Le ministre de la Transition écologique et solidaire Nicolas Hulot présente en 2017 un projet de loi pour interdire tout nouveau permis d'exploitation des énergies fossiles et ne le non-renouvellement au-delà de 2040 de la plupart des concessions existantes. Le gouvernement prend toutefois des décisions controversées comme l'autorisation de la réouverture d'une raffinerie par le groupe Total à La Mède pour y produire des biocarburants à base d'huile de palme, dont la culture en Asie est un facteur majeur de déforestation,.
En juillet 2017, la France renonce à l'opposition qu'elle animait avec le Danemark et la Suède sur la définition réglementaire des perturbateurs endocriniens qui impose un niveau de preuve de la nocivité des substances tel qu'il la rend très difficile à prouver. Seul le Parlement européen peut invalider cet accord intergouvernemental que Le Monde qualifie de « renoncement ».
Une étude de l’Iddri publiée en octobre 2018 montre que dans tous les secteurs clés — énergie, transports, bâtiments, agriculture —, la France s'éloigne de ses objectifs des émissions de gaz à effet de serre en dépassant de 7 % ses plafonds, avec une tendance inverse à l'objectif cible.
Emmanuel Macron est favorable à l'énergie nucléaire, qu'il qualifie à l'été 2017 de « filière d’avenir », en soutenant le projet d'EPR à Hinkley Point et en procédant à la recapitalisation d'Areva (renommé Orano).
En novembre 2018, Emmanuel Macron annonce ses objectifs de programmation pluriannuelle de l'énergie prévoyant la fermeture de 14 réacteurs nucléaires sur 58 d'ici 2035, mais du seul site de Fessenheim dans son quinquennat et prévoit de décider en 2021 la possible construction de nouveaux réacteurs EPR. Dans son discours de Belfort du 10 février 2022, Emmanuel Macron opère ce que la presse qualifie de « virage à 180 degrés » sur le nucléaire,, : il n'est désormais plus question de fermer 12 réacteurs, mais de « de prolonger » tous ceux « qui peuvent l'être [...] au-delà de 50 ans » et de construire 6 à 14 EPR2 d'ici 2050,. 
Jusqu'au mouvement des Gilets jaunes fin 2018, le gouvernement ignore les avertissements de la CNDP sur l'acceptabilité de la hausse de la taxe carbone pénalisant pour « les plus dépendants et les plus captifs aux énergies fossiles » en l'absence de refonte de la fiscalité générale. Sur le long terme, Mediapart s'inquiète que cela ne « donne des arguments à ceux qui, à l’extrême droite notamment, nient le Changement climatique et ne voient dans la lutte contre l’automobile qu’une atteinte au porte-monnaie ou à une pseudo liberté individuelle incarnée par le véhicule personnel » .
Le 14 mars 2019, des associations ayant lancé la campagne l'Affaire du siècle, soutenue par une pétition de plus de 2 millions de personnes, déposent un recours devant le tribunal administratif de Paris. Elles demandent que l’État soit contraint au respect de ses engagements en termes de diminution des émissions de gaz à effet de serre en France, et que soit reconnue la notion de préjudice écologique,,.
Le 16 mai 2019, Emmanuel Macron reçoit le célèbre cacique Raoni Metuktire au palais de l’Élysée, alors en tournée européenne avec trois autres représentants indigènes du Xingu. Le président français indique à l'issue de l'entretien soutenir le combat de Raoni en faveur de l'écologie. En août 2019, Emmanuel Macron accueille le sommet du G7 à Biarritz et y rencontre pour la seconde fois le chef Raoni. Le 7 septembre 2019, ce dernier se plaint cependant du retard d'un soutien financier attendu — d'un million d'euros garanti par le président Macron en mai 2019, prévu avec un délai d'un mois — pour renforcer la démarcation de son territoire.
Au cours de l’année 2019, Les Décodeurs du Monde jugent le bilan de la politique écologique et environnementale de sa présidence comme peu positif,. La Commission européenne considère que la France ne peut atteindre ses objectifs en matière d'énergies renouvelables, la rénovation des logements anciens demeure timide et des subventions élevées aux énergies fossiles subsistent, tandis que nombre de dérogations sont accordées pour l'utilisation de pesticides défavorables aux pollinisateurs et que des avantages aux agrocarburants sont maintenus malgré leur impact sur la déforestation. En parallèle, de nombreuses mesures favorables aux chasseurs ont été prises. L'État investit peu dans les transports en commun ou la mobilité vélo. Néanmoins, Emmanuel Macron est perçu à l'international comme un « héraut de la lutte pour le climat » pour avoir organisé le One Planet Summit, en décembre 2017, et remporté le prix de Défenseur de la Terre, remis par l'ONU en septembre 2018. Il échoue cependant à convaincre les États-Unis de respecter l'accord de Paris sur le climat.
En février 2021, le Haut Conseil pour le climat juge le projet de loi Climat et résilence, issu des travaux de la Convention citoyenne pour le climat, insuffisant et pointe des occasions manquées, un manque de vision stratégique, des délais trop longs de mise en œuvre des mesures et des périmètres d'application trop restreints. Les membres de la convention, eux-mêmes, parlent d'un projet de loi édulcoré et le jugent sévèrement. En juillet 2021, le Conseil d'État appelle l’exécutif à « prendre des mesures supplémentaires d’ici au 31 mars 2022 » pour atteindre l’objectif d’une réduction des émissions de gaz à effet de serre de 40 % d’ici à 2030 conformément à ses engagements et à l'accord de Paris sur le climat. En août 2021, la juridiction condamne les pouvoirs publics à payer une astreinte record de dix millions d’euros pour ne pas avoir pris les mesures nécessaires afin de lutter contre la pollution atmosphérique.
En décembre 2021, le think tank Terra Nova évalue la politique environnementale du quinquennat, en estimant qu'il a été plus entreprenant que les précédents avec des crédits importants pour l’isolation thermique dans le cadre du plan de relance ou en prenant pour la première fois des mesures contre la déforestation importée ou l'artificialisation des sols. Cependant, il n'a pas été à la hauteur des enjeux sur la biodiversité ou sur l’évolution des pratiques agricoles. Le processus de simplification administrative opéré pour les installations industrielles fait craindre aux ONG une faible prise en compte des enjeux environnementaux et un pouvoir accru des préfets. L'adaptation au réchauffement climatique reste peu investie avec néanmoins la création du Centre de ressources pour l’adaptation au changement climatique porté par le Cerema en partenariat avec l’ONERC, l’ADEME et Météo-France, mais sans ressources supplémentaires alors même que ces organismes ont vu leurs effectifs baisser de façon importante,.

### Agriculture
En juillet 2017, le ministre Stéphane Travert annonce la suppression pour trois ans des aides à la conversion vers l'agriculture biologique, qui progressait jusqu'ici de 15 % par an. Le secrétaire général de la FNAB dénonce « la pression de lobbies, de groupes de pression et d’intérêts économiques ». S'engageant en septembre 2017 sur la résorption d'ici un an des retards de paiement des aides à la conversion, le ministre veut stopper dès 2018 les concours de l’État aux « aides au maintien » des agriculteurs biologiques. En novembre 2017, le Conseil européen prolonge pour 5 ans la licence du glyphosate, un herbicide suspecté d'être cancérogène. Emmanuel Macron assure que la France reste déterminée à en sortir en trois ans, mais refuse d'inscrire cet objectif dans la loi. Trois ans après cette annonce, en novembre 2020, la presse relève que le président n'a pas tenu parole. En juillet 2018, Nicolas Hulot et le Premier ministre, Édouard Philippe, présentent 90 mesures pour enrayer la disparition accélérée de la biodiversité, mais le manque de moyens associés rend sa portée limitée. Après une réunion sur la chasse qui aboutit à une baisse du prix du permis national de chasse et à l'accroissement du nombre des espèces chassées, Nicolas Hulot démissionne fin août 2018.
Alors que les insecticides néonicotinoïdes ont une forte influence sur le déclin des populations d'abeilles, les producteurs de betteraves sucrières ont obtenu en 2020 une dérogation pour leur usage malgré leur interdiction en 2018.

### Transports

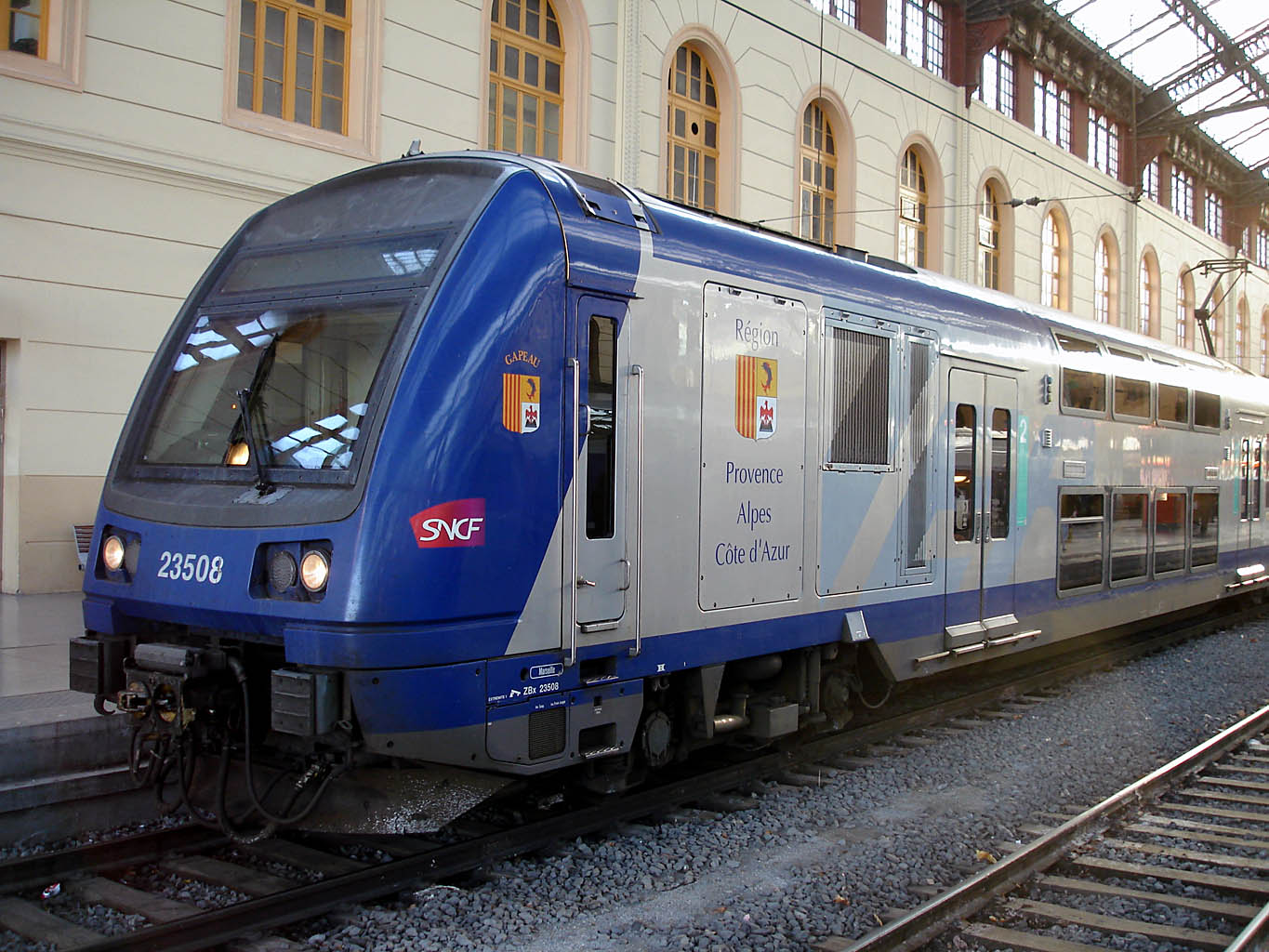
Priorité est donnée à la modernisation du réseau existant sur la création de nouvelles lignes.

Lors de l'inauguration de la LGV Bretagne-Pays de la Loire en juillet 2017, Emmanuel Macron annonce vouloir donner la priorité aux transports du quotidien sur les grandes infrastructures. Il entreprend fin 2017 une révision du calendrier du projet Grand Paris Express, qui est l'objet de surcoûts. Début 2018, il est annoncé que le projet est maintenu dans son intégralité mais plusieurs lignes différées dans le temps. Le 17 janvier 2018, le Premier ministre Édouard Philippe annonce que le projet d'aéroport de Notre-Dame-des-Landes est abandonné.
Au printemps 2018, le Parlement débat d'une réforme du secteur ferroviaire prévoyant la fin progressive du statut du cheminot, faisant de la SNCF une entreprise publique et fixant les modalités de l'ouverture à la concurrence du trafic de passagers, ce qui entraîne en retour plusieurs plusieurs préavis de grève des cheminots, qui ne parviennent pas à empêcher l'adoption de la réforme au début de l'été. Toutefois, dans son rapport de décembre 2018, la Cour des comptes souligne que malgré la reprise annoncée de 35 milliards de dettes par l’État, la loi de programmation ferroviaire ne donnera pas à SNCF Réseau qu'il conviendrait de porter les capacités annuelles d'investissement à 3,5 milliards pour répondre aux besoins de régénération du réseau et éviter que l'endettement ne se reconstitue,.
Au nom de la sécurité routière, l'exécutif abaisse la limitation de vitesse sur les routes secondaires à double sens sans séparateur central de 90 à 80 km/h au 1er juillet 2018, mais cette mesure imposée par le Premier ministre suscite le scepticisme du ministre de l'Intérieur Gérard Collomb. Son application aurait été un des ferments du mouvement des Gilets jaunes. Moins d'un an après, la loi mobilités permet aux départements de repasser à 90 km/h s'ils le souhaitent.
Faisant suite aux Assises nationales de la mobilité organisées à l’automne 2017, le gouvernement dévoile en novembre 2018 le projet de loi d'orientation des mobilités qui doit renforcer les moyens donnés à la rénovation des infrastructures de transports et mieux intégrer les nouvelles mobilités.
En 2019, le Gouvernement souhaite inclure dans la loi PACTE la privatisation du groupe Aéroports de Paris. Ce projet suscite de fortes oppositions après l'échec de la privatisation des autoroutes, ainsi que les revers juridiques et les critiques de la Cour des comptes concernant la privatisation de l'aéroport de Toulouse-Blagnac en 2015, à l'époque où Emmanuel Macron était ministre de l'Économie. L'opposition parlementaire obtient le déclenchement d'une procédure de référendum d'initiative partagée afin qu'ADP soit considéré comme un service public. Ce projet de RIP est un échec du fait d'un nombre de signataires insuffisant.

### Affaires économiques et fiscalité
Conformément à ses annonces de campagne, Emmanuel Macron présente un projet de loi habilitant le gouvernement à légiférer par ordonnances sur le droit du travail. Les ordonnances provoquent des protestations syndicales et de la France insoumise, mais le mouvement syndical n'offre pas un front uni et les opposants ne peuvent empêcher leur adoption, qui instaure notamment la rupture conventionnelle collective. Le rival politique du président Jean-Luc Mélenchon concède ainsi que « pour l'instant, c'est lui qui a le point ». En janvier et février 2018, le gouvernement débat au Parlement d'un projet de loi ratifiant les cinq ordonnances réformant le Code du travail et la généralisation des accords majoritaires au 1er mai 2018. Une de ses principales dispositions, la limitation des indemnités de licenciement en cas de licenciement abusif (dite « barème Macron »), est contournée par plusieurs jugements de première instance l'estimant non conforme aux règles du droit international. La Cour de cassation estime cependant le dispositif conforme à convention no 158 de l’OIT.
Selon le quatrième rapport du comité de suivi de la réforme, « les ordonnances n’ont pas, par miracle et à elles seules, créé la dynamique d’un dialogue social qui souffrait déjà en amont de bien des maux que le statu quo ne pouvait qu’empirer », même s'il est, selon les auteurs, trop tôt pour tirer des conclusions sur des « mesures dont les effets sont attendus, pour beaucoup, sur le moyen ou long terme ». Le rapport indique en outre que « l’empilement des prérogatives et la complexité des problèmes à traiter rendent de plus en plus compliquée la mission des élus, ne facilitent pas le travail des directions attachées à faire vivre le dialogue social et poussent au formalisme le travail des instances de représentation et à l’inefficacité un dialogue social qui s’éloigne des salariés ». De son côté, Laurent Berger, secrétaire général de la CFDT, déplore « un appauvrissement dramatique du dialogue social » depuis la réforme de 2017, en appelant « à une évolution de la loi »,.
Une réforme fiscale est également menée, conduisant à la suppression de l’impôt de solidarité sur la fortune et à la mise en place d’un prélèvement forfaitaire unique de 30 % sur les revenus du capital (dit flat tax), avec pour objectif avancé de réorienter les fonds libérés vers l’investissement, la création de richesse et d’emplois. Selon le troisième rapport du comité d’évaluation de la réforme, publié par France Stratégie en octobre 2021, aucune corrélation directe ne peut être établi entre ces mesures et une hausse de l’investissement ou des créations d’emploi. Les recherches montrent par ailleurs que les 10 milliards de dividendes supplémentaires versés aux ménages entre 2017 (14,3 milliards) et 2019 (24,1 milliards), ont été concentrés sur de moins en moins de foyers. Cependant, il est observé « une baisse du nombre d’expatriations et une hausse du nombre d’impatriations fiscales de ménages français fortunés ». Le ministère de l'Économie considère que les effets de la réforme se feront sentir sur le long terme.

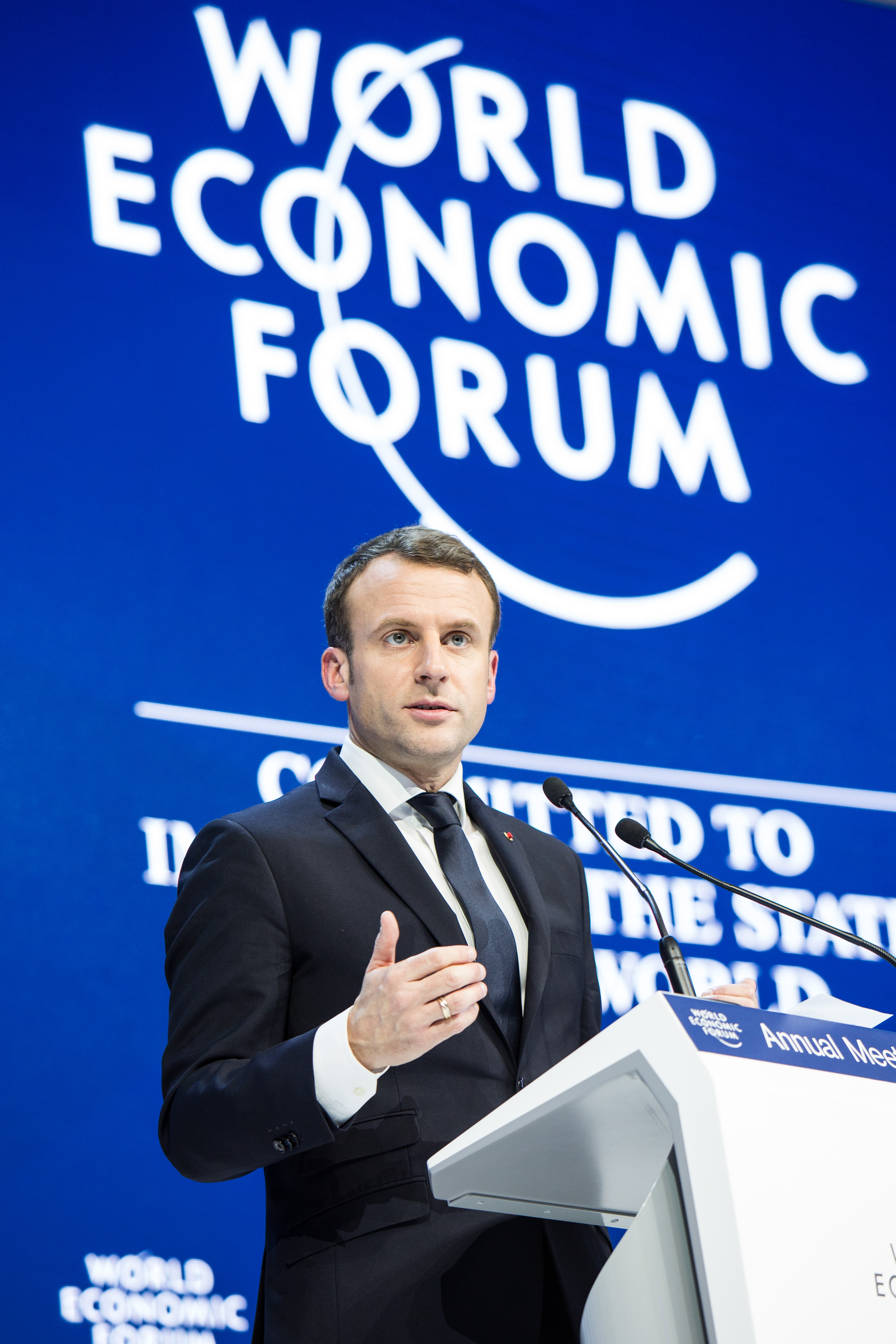
Emmanuel Macron au Forum économique mondial de 2018.

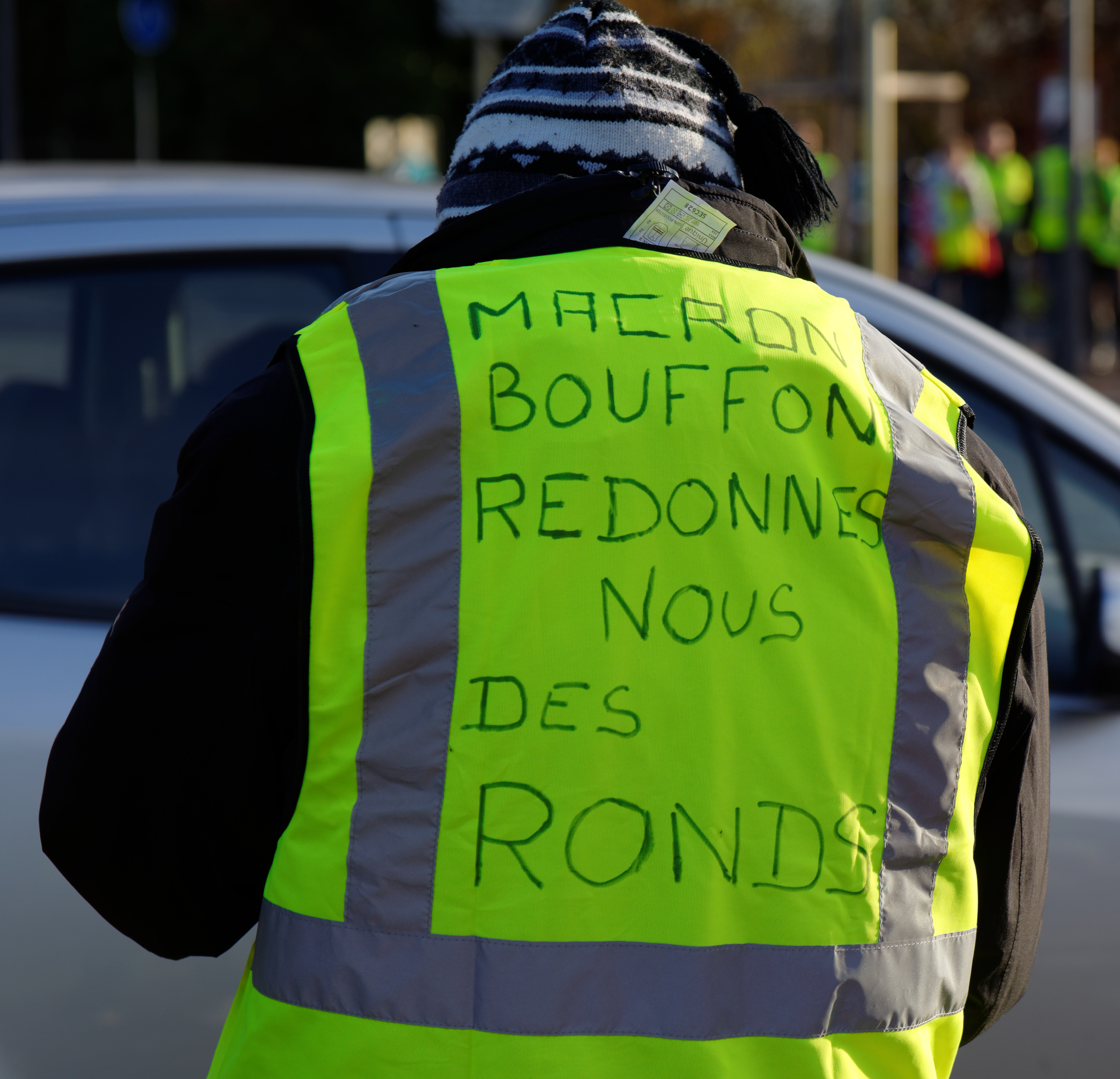
Fin 2018, la politique fiscale du président est contestée par les Gilets jaunes (ici à Bavilliers, Territoire de Belfort, le 24 novembre 2018-).

Emmanuel Macron veut faire baisser l'impôt sur les sociétés de 33 % à 25 % en 2022, avec un taux dégressif : 31 % en 2019, 28 % en 2020, et 26,5 % en 2021. Dès le 1er janvier 2018, le taux est abaissé à 28 % pour les entreprises faisant moins de 500 000 euros de bénéfice,,. Prévue pour 2018 par le précédent gouvernement, l'entrée en vigueur du prélèvement de l'impôt à la source est reportée à janvier 2019 avec une mise en place réussie.
Sur deux dossiers industriels, l'exécutif prend une position interventionniste à l'opposé du combat pour le maintien de l'usine Whirlpool d'Amiens : il nationalise temporairement les chantiers navals STX France en faisant jouer son droit de préemption des actions pour bloquer une prise de contrôle sans garantie des intérêts français par l'industriel italien Fincantieri et il s'implique pour le sauvetage de l'équipementier automobile de la Creuse en difficulté GM&S.
Le gouvernement instaure au 1er janvier 2018 une hausse de la CSG afin de compenser la baisse des cotisations sociales qu'il met progressivement en place pendant l'année. Le gouvernement souhaite, avec cette diminution des cotisations sociales, perceptible sur la fiche de paie des salariés, augmenter leur pouvoir d'achat. La hausse en janvier 2018 d'un quart de la CSG pour les retraités recevant au moins 1 289 euros de pension suscite un mécontentement des retraités.
En juin 2018, la mission d'observation du FMI salue « des progrès impressionnants », estimant que « la France est maintenant devenue un chef de file des réformes en Europe ». Le FMI salue les mesures pour « accroître la flexibilité des entreprises sur le plan de la formation des salaires de base, réduire le champ d'application du mécanisme qui régit les salaires minimum » mais suggère de revoir le système des allocations chômage, de « réduire davantage les restrictions et les obstacles à la concurrence dans les professions protégées », de nouvelles « réductions et ciblées des effectifs de fonctionnaires », de simplifier et recentrer les prestations sociales ainsi que de rationaliser les subventions aux entreprises. Toutefois, la croissance économique au premier semestre 2018 reste l'une des plus faibles d'Europe. L'économiste de l'OFCE Mathieu Plane pointe l'effet du relèvement de la CSG pour certains retraités et du coût des carburants, alors que les mesures de baisse de cotisations et de la taxe d'habitation ne seraient perceptibles qu'en fin d'année.

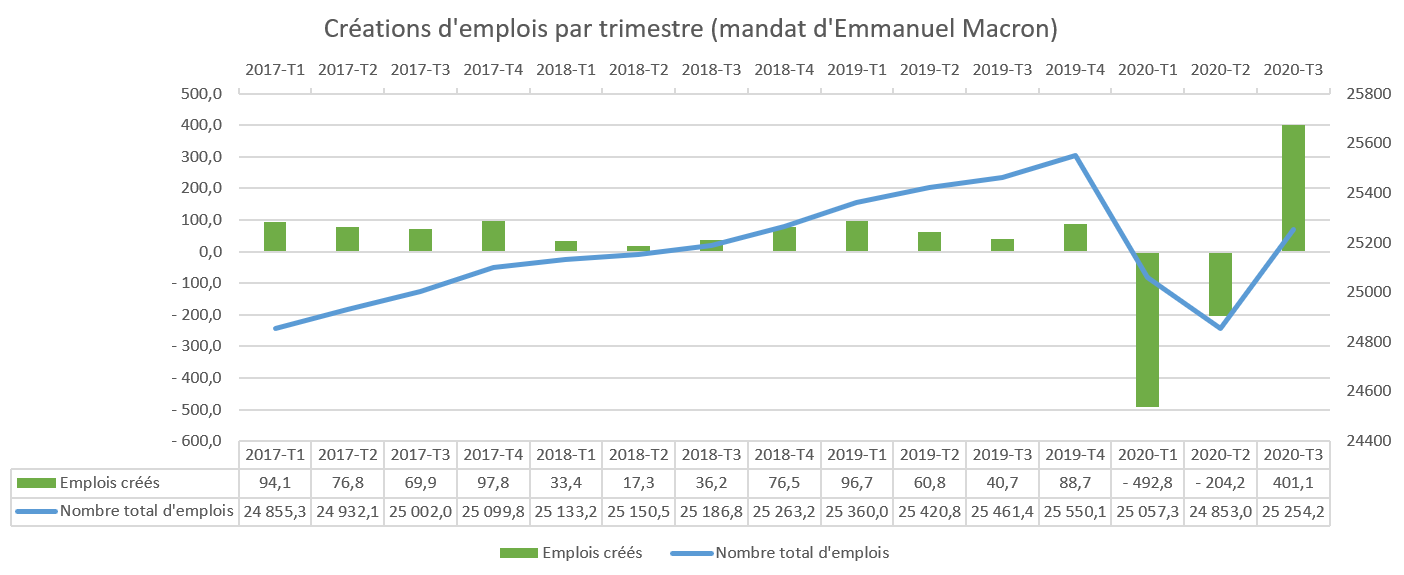
Évolution des créations d'emplois (échelle de gauche) et de l'emploi total (échelle de droite) durant le quinquennat d'Emmanuel Macron (2017-T2 - 2022-T2) (source : Enquête "Emploi salarié par secteurs", 08-12-2020, INSEE)

Les créations d'emplois poursuivent la dynamique enclenchée à la fin de la présidence de François Hollande. La guerre commerciale entre les États-Unis et la Chine et le ralentissement économique conjoncturel de l'Allemagne réduisent la croissance en 2018. La crise économique due à la crise sanitaire de la Covid-19 détruit plus de 600 000 emplois, même si 400 000 sont recréés durant le troisième trimestre de l'année 2020. Le mécanisme de chômage partiel permet de limiter la destruction d'emplois.
La politique fiscale est jugée inégalitaire par l'OFCE. Pour la période du quinquennat 2017-2022, sur les 9,15 milliards de baisses d’impôts prévues, 4,20 milliards bénéficieront au dernier décile des 10 % les plus riches, soit 46 % du total. S'inspirant de la théorie du ruissellement, la réforme de l’impôt de solidarité sur la fortune (ISF) et la « flat tax » sur les dividendes expliquent que le président Macron se voie coller l’étiquette de « président des riches » par plusieurs de ses opposants. Alors qu'Emmanuel Macron justifiait la suppression de l'ISF par des pénalités sur la rente, il rejette en septembre 2018 tout alourdissement des droits de succession. Après avoir envisagé en mai 2018 de supprimer l'Exit tax instaurée en 2011 pour lutter contre l’exil fiscal, l'exécutif le maintient mais en allège les modalités en décembre 2018,. Après l'adoption en octobre 2018 d'une loi réformant le verrou de Bercy, les sommes recouvrées pour fraude fiscale augmentent de 40 % sur les neuf premiers mois de 2019. Dans son rapport publié en décembre 2020, le comité d’évaluation des réformes de la fiscalité du Sénat indique que les réformes du début du quinquennat sur la fiscalité du capital « ont eu comme corollaire un enrichissement très marqué des 0,1 % les plus fortunés ». Les dividendes ont augmenté de 60 % en 2018, et cette tendance à la hausse se poursuit en 2019. La fortune des 0,1 % de Français les plus riches s'est ainsi accrue de 25 % entre 2017 et 2019.
Dans la foulée de la présidentielle, Emmanuel Macron fait reporter une réunion de dix ministres européens des Finances pour finaliser un accord sur la mise en place d'une taxe sur les transactions financières, faisant échouer ce projet dont le produit attendu cumulé de 35 milliards d’euros aurait dû financer en partie la transition énergétique et le Fonds vert prévu par l'Accord de Paris sur le climat pour faciliter cette transition pour les pays du Sud. L'exécutif poursuit une politique libre-échangiste avec la conclusion par la Commission européenne, en juin 2019, d'un accord avec le Mercosur, et la ratification par l'Assemblée nationale du traité CETA en juillet 2019.
Ayant ignoré les alertes de son propre camp sur le pouvoir d'achat et le marqueur représenté par la suppression de l'ISF dernier trimestre 2018, l'exécutif est en proie à des revendications d'une baisse de la taxation sur les carburants, alors que leur prix avait précédemment fortement remonté en raison de la hausse des cours du pétrole. En novembre 2018, le mouvement des Gilets jaunes mobilise plusieurs centaines de milliers de personnes et bloque de nombreux axes routiers ; ses répercussion sont particulièrement intenses à La Réunion, où la pauvreté et les inégalités sociales sont très fortes. Après un mois de tensions, le gouvernement cède dans un premier temps sur l'augmentation des taxes sur les carburants, puis dans un second temps, le 10 décembre 2018 en annonçant des mesures de revalorisation des revenus de plusieurs catégories sociales, dont augmentation de la prime d'activité d'une centaine d'euros pour les salariés au SMIC, annulation rétroactive de la hausse de la CSG pour les retraités aux revenus inférieurs à 2 000 € par mois, défiscalisation des heures supplémentaires. En avril 2019, après le grand débat national, le gouvernement annonce une baisse de l'impôt sur le revenu pour les ménages appartenant aux deux premières tranches d'imposition, d'un montant total de 5 milliards d'euros à partir de 2020.
Selon des rapports publiés fin 2021 par la Direction générale du Trésor et l'Institut des politiques publiques (IPP), le pouvoir d'achat du revenu disponible brut des ménages a progressé pour la population générale de 2017 à 2021. Après prise en compte de l’inflation, il devrait, selon le rapport de la Rapport économique, social et financier 2022 de la Direction générale du Trésor, être supérieur de 8 % en 2022 à son niveau de 2017, ce qui serait dû notamment à l’évolution des revenus d’activité et aux prestations sociales. En tenant compte de l'augmentation de la population, cette progression reste marquée (entre +4 et +6 %) et plus rapide que lors des deux précédents quinquennats (+4 % en 2013–2017 sous François Hollande, et +3,5 % en 2008–2012 sous Nicolas Sarkozy) : il faut remonter au second mandat de Jacques Chirac pour voir une croissance du pouvoir d’achat supérieure, à plus de 9,5 %. Selon le même rapport de la Direction générale du Trésor, le pouvoir d’achat augmente pour tous les déciles de niveau de vie, mais singulièrement celui des plus modestes. De son côté, l'IPP (qui utilise une méthodologie différente divisant la population en centiles de niveaux de revenus plutôt qu'en déciles), calcule des hausses de niveau de vie moins soutenues, évalue une perte de niveau de vie pour les 5 % les plus pauvres, et estime que la plus forte progression a touché les Français se situant dans les 1 % les plus riches. La Direction générale du Trésor et l'IPP s'accordent sur le fait que les mesures mises en place sous ce quinquennat ont, dans l’ensemble, surtout favorisé les actifs.
Selon l’Observatoire français des conjonctures économiques (OFCE), la politique économique d'Emmanuel Macron tend à accroître les inégalités. Ainsi, les 5 % de Français les plus pauvres devraient voir leur niveau de vie se réduire d’environ 240 euros par an sous l’effet des mesures mises en œuvre entre 2018 et 2020. Au contraire, les 5 % les plus riches devraient voir le leur grimper de 2 905 euros par an. Le journal Libération rapporte les estimations de l'INSEE selon lesquelles l'indice de Gini est passé de 0,289 en 2017 à 0,295 en 2019 (avec un pic 0,298 en 2018), ce qui traduit une hausse des inégalités.
Le déficit stagne entre 2017 et 2019 (-2,9 % à -3 %), après une réduction en 2018 (-2,3 %). Cela est dû à un rythme d’accroissement de la dépense publique supérieur à celui des recettes, malgré une réduction d'un point des dépenses publiques en part du PIB. La crise économique liée à la crise de la Covid-19 réduit les ressources fiscales de l’État. Les politiques budgétaires (dont le plan Plan France Relance) creusent également le déficit dans un premier temps. Cela porte la dette de l’État à plus de 117 % du PIB fin 2020.
En 2020, Emmanuel Macron met en place une politique interventionniste en réponse à la crise économique liée au Covid-19, à travers une série de dépenses publiques massives, creusant ainsi le déficit public et la dette. Cette politique du « quoi qu'il en coûte » a pour objectif de soutenir la reprise en aidant les entreprises et les ménages. Au cours de l’année 2021, cette politique est progressivement réduite, notamment par la baisse du taux de rémunération du chômage partiel de 84 % à 72 % et la réduction des aides aux entreprises. En août 2021, Bruno Le Maire annonce la fin du quoi qu'il coûte, privilégiant des aides ciblées secteurs par secteurs.

### Affaires sociales et santé

#### Réforme des retraites
En vue de la réforme des retraites qu'il a proposée durant sa campagne, Emmanuel Macron nomme Jean-Paul Delevoye haut-commissaire chargé de ce dossier, mais alors qu'un texte de loi était annoncé pour début 2018, le calendrier prévisionnel de novembre 2017 amène plutôt à une réforme début 2019. En 2019, l'exécutif dévoile par touches un projet de réforme de retraite par points entérinant de facto la disparation des régimes spéciaux. En décembre 2019, une forte mobilisation, marquée par d’importantes grèves, intervient contre ce projet. Le 16 mars 2020, Emmanuel Macron suspend cette réforme des retraites, lorsqu'il annonce les mesures de confinement faisant suite à la pandémie de COVID-19.

#### Mutuelles
D'ici 2021, une prise en charge à 100 % doit être proposée pour détenteurs d'une mutuelle de santé pour acquérir des lunettes et les prothèses dentaires et auditives. Le congé de paternité double en juillet 2021, passant à 28 jours.

#### Personnes âgées
L'exécutif annonce pour 2019 un projet de loi sur le financement de la dépendance des personnes âgées, mais à l'automne 2021, cette réforme est repoussée à un mandat ultérieur. Une cinquième branche de la Sécurité sociale est bien créée mais sans mécanisme de financement adapté.

#### Pandémie de Covid-19
Au premier trimestre 2020, une pandémie de Covid-19 se diffuse, obligeant le président de la République à annoncer en direct à la télévision le 16 mars 2020 de fortes restrictions de déplacements dès le 17 mars, tout déplacement devant être justifié par une attestation remplie et signée par toute personne pour justifier sa présence sur la voie publique avec ou sans de moyen de locomotion, sous peine d’une amende pouvant aller jusqu'à 135 euros. Fin novembre 2020, le bilan de l'épidémie dépasse les 50 000 morts. Mi-avril 2021, le bilan dépasse les 100 000 morts. Selon les calculs du Monde, le choix d'Emmanuel Macron et du gouvernement de reporter à début avril 2021 les mesures réclamées fin janvier par les scientifiques en lien avec la troisième vague, a généré plus de 14 000 décès, près de 112 000 hospitalisations, dont 28 000 en réanimation, et environ 160 000 cas de Covid-19 long supplémentaires. Le 12 juillet 2021, Emmanuel Macron décide d'imposer la vaccination obligatoire pour l'ensemble des soignants d'ici le 15 septembre, d'élargir de façon très importante les lieux et activités concernés par le passe sanitaire (bars, restaurants, trains, etc.) et de rendre payants les tests PCR et antigéniques sans ordonnance. Bien que suscitant la vive opposition d'une partie de l'opinion publique, ces mesures sont selon un sondage Ipsos accueillies favorablement par plus de six Français sur dix.

#### Contrat engagement jeune
En novembre 2021, le gouvernement, qui avait rejeté pendant la crise sanitaire l'extension du RSA aux moins de 25 ans, annonce la création pour mars 2022 du « contrat engagement jeune ». D'une moindre portée, il remplace des dispositifs comme la garantie jeunes en ciblant les jeunes sans formation ni emploi depuis plusieurs mois, qui pourront disposer d'une allocation plafonnée à 520 € mensuels sous condition de revenus, d’assiduité et d’acceptation des offres d’activité faites.

### Logement
En campagne électorale, Emmanuel Macron proposait en 2016 de relancer « de manière brutale » la production de logements par « une politique de l'offre ». Sa promesse, en tant que président, de ne plus voir de personnes à la rue à la fin de l'année 2017 en France n'est cependant pas tenue malgré des moyens complémentaires pour l'hébergement d'urgence.
Après une baisse de 5 euros de l'APL en octobre 2017 à la charge des locataires, l'APL est réduite en 2018 à la charge des bailleurs sociaux d’environ 60 euros pour les logements sociaux (pour réduire son coût de 800 millions d’euros en 2018 et en 2019 puis d’1,5 milliard en 2020) répercutée par une baisse des loyers. Cette réforme prive les organismes de l'essentiel de leurs fonds propres, ce qui devrait les conduire à réduire leurs opérations d'entretien et de construction.
Le projet de loi ELAN est débattu dans le cadre de la première lecture à l'Assemblée nationale au premier semestre 2018. Il prévoit de créer un « bail mobilité » pour les personnes recherchant un bail court (mais dont l’opposition craint qu'il déqualifie les baux classiques pour « contribuer à instaurer une précarisation du statut du locataire »), vise à réformer le droit de l'urbanisme (création du « Projet partenarial d'aménagement » et de la « Grande opération d'urbanisme »), mais aussi à l'aménagement du territoire avec la création d'un Contrat intégrateur unique (CIU). Les restrictions budgétaires sur l'APL font que le budget des offices HLM (qui devront se regrouper en plus grosses entités) ne pourra plus s'équilibrer qu'en vendant une partie de leur parc, celui des foyers des classes moyennes (PLS) dans les villes aisées au profit d'organisme de vente à la découpe, risquant d'aboutir comme aux Pays-Bas à une baisse de la production de nouveaux logements et à la paupérisation des quartiers HLM restants,.
En 2018, les ventes de logements neufs ont baissé de 10,5 % sur 2017 (et même − 13 % au quatrième trimestre) pour s'établir à 150 783. L'Union sociale pour l'habitat, estime que la production de logements sociaux devrait baisser de 124 000 en 2016 à 100 000 en 2018, puis à 65 000 en 2020.

### Éducation
Dès le début de son quinquennat, Emmanuel Macron lance sa mesure phare : les classes de CP à 12 élèves dans les écoles défavorisées, afin que « personne » n'en sorte avec un mauvais niveau en écriture et lecture. Dès septembre 2017, 2 500 classes de CP sont dédoublées ou bien renforcées avec un instituteur supplémentaire dans les zones les plus défavorisées, dites REP+,,. Dans un sondage réalisé par le Snuipp-FSU, principal syndicat du primaire, 71 % des enseignants ayant répondu estiment que les connaissances sont acquises plus rapidement dans ces petites classes.
En septembre 2018, 4 700 classes supplémentaires sont dédoublées, dont 3 200 classes de CP en REP et 1 500 classe de CE1 en REP +. 3 881 postes d'enseignants supplémentaires sont créés. Cela porte le nombre d'élèves bénéficiant de la mesure à 190 000, sur un total de 1,2 million d'écoliers scolarisés en REP et REP+. Le ministre de l'éducation Jean-Michel Blanquer estime qu'il faut donner « priorité à l'école primaire » car les résultats des évaluations de 6e, conduites en 2017, indiquent que « 20 à 40 % des élèves ont des difficultés en français et en mathématiques ». Le ministre affirme que « énormément de choses se jouent au cours des quatre premiers mois de l'année de CP » et qu'il faut que ce qui doit être acquis à l'âge de 6 et 7 ans le soit. Il rajoute pour l'année scolaire 2018-2019 une évaluation des acquis en milieu d'année de la classe de CP.
La réforme du bac se met aussi en place cette année-là : les élèves qui entrent en classe de seconde en septembre 2018 passeront en 2021 ce qui sera la première édition du bac nouvelle formule. L'obtention de ce diplôme portera désormais en partie sur du contrôle continu, c'est-à-dire sur les résultats obtenus par l'élève tout au long de l'année de première et terminale. La note sera à 40 % issu du contrôle continu et à 60 % de l'examen final, qui comportera trois épreuves écrites ainsi qu'une épreuve orale de 20 minutes devant jury, l'élève devant s'exprimer sur un sujet qu'il aura préparé en première et terminale,. En ce qui concerne le contrôle continu, qui représente 40 % de la note finale, il se décompose en deux : des examens anticipés pendant l'année de première et l'année de terminale, qui représentent 30 % de la note finale, et les notes des bulletins scolaires qui représentent 10 % de la note finale.
Des voix s’élèvent pour dénoncer un passage en force et un manque de concertation pour mettre au point les nouveaux programmes du lycée. En particulier, la modification des sciences économiques et sociales (SES), avec une montée de la microéconomie comprenant une simplification des processus économiques, avec l'abandon des questions macro-économiques et de la sociologie. Plusieurs centaines de scientifiques déplorent également le peu de place laissé au changement climatique, à la perte de biodiversité et à la compréhension des phénomènes concernés.
Contrairement à sa promesse de ne fermer aucune école d’ici à la fin de son mandat, 400 écoles rurales ferment à la rentrée 2019, dont 150 à la suite d'une décision de l’Éducation nationale,.

### Questions sociétales
Avec la révision de la loi bioéthique, un texte allant dans le sens d'une autorisation de la procréation médicalement assistée (PMA) est déposé le 24 juillet 2019 sur le bureau du Parlement. Il prévoit notamment la possibilité pour les couples de femmes et les femmes seules de recourir à la PMA, comme c'était déjà le cas pour les couples hétérosexuels. La navette parlementaire dure près de deux ans faisant ainsi de ce texte l'un des plus longs à faire adopter du quinquennat. Celui-ci est très critiqué par les milieux conservateurs et notamment la droite mais est finalement adopté le 29 juin 2019 et déféré au Conseil-constitutionnel le même jour par les députés et sénateurs du parti Les Républicains. Le conseil-constitutionnel rend un avis favorable et la loi est promulguée le 2 août 2021 par le président.
En 2017, Emmanuel Macron déclare les inégalités entre les femmes et les hommes « grande cause du quinquennat », à l'occasion de la Journée internationale pour l’élimination de la violence à l’égard des femmes. Pour les associations féministes qui saluent « l’engagement du président » les moyens budgétaires prévus sont insuffisants, les 420 millions d’euros de budget interministériel annoncés par Emmanuel Macron pour 2018 ne faisant que s’appuyer sur l’existant. Selon le ministère de l'Intérieur, 146 femmes ont été tuées par leur « partenaire », soit une augmentation des cas de féminicides de 21 % sur un an.
En septembre 2021, le ministre de la Santé, Olivier Véran, annonce que la gratuité en vigueur de 15 à 18 ans sera portée à 25 ans en janvier 2022 pour l'accès et les soins liés à la contraception féminine.
Fin 2017, dans la foulée du #MeToo, Emmanuel Macron annonce des mesures contre le harcèlement et les violences contre les femmes avec notamment la création d'un délit d'outrage sexiste, l'extension des attributions du CSA à Internet, la création de 10 unités de prise en charge psycho-traumatique dans des centres hospitaliers « à titre pilote » en 2018, l'abaissement de l'âge du non-consentement présumé à une relation sexuelle et l'allongement de la prescription des viols sur mineur à 30 ans après la majorité. Défendue par la secrétaire d'État chargée de l'Égalité femmes-hommes Marlène Schiappa, la loi élargit la définition du harcèlement sexuel et moral pour y intégrer les harcèlements collectifs par exemple sur les réseaux sociaux. Son volet relatif aux relations sexuelles entre majeurs et mineurs de moins de 15 ans échoue à faire consensus le principe envisagé « présomption de non-consentement » pour les mineurs de cet âge étant constitutionnellement fragile. Les associations féministes pointent l'absence de moyens financiers supplémentaires.
Lors d'un discours sur la laïcité devant les évêques en avril 2018, il explique que « nous partageons confusément le sentiment que le lien entre l’Église et l’État s’est abîmé, et qu’il nous importe à vous comme à moi de le réparer », ce qui lui vaut certains critiques sur la neutralité de l’État vis-à-vis des églises,. Fin 2018, un projet de loi concernant notamment l'Islam en France et réformant la loi de 1905 était annoncé pour 2019, avant qu'il n'y renonce. En octobre 2019, il déclare que « le port du voile islamique dans l’espace public n’est pas [s]on affaire ».
Répondant aux propos d'Emmanuel Macron lors du 34e dîner annuel du CRIF affirmant que « l’antisionisme est l’une des formes modernes de l’antisémitisme », une proposition de résolution est déposée par le député LREM Sylvain Maillard pour assimiler l’antisionisme à une forme d’antisémitisme,. Le texte pose le principe que « critiquer l’existence même d’Israël en ce qu’elle constitue une collectivité composée de citoyens juifs revient à exprimer une haine à l’égard de la communauté juive dans son ensemble ». Cette résolution est adoptée par l'Assemblée nationale le 3 novembre 2019 malgré l'opposition d'un collectif d'intellectuels juifs antisionistes du monde entier et d’un nombre important d'absences de vote ou de votes opposés.

### Défense
Dans le cadre d'une réduction globale des dépenses publiques, le ministre des Comptes publics, Gérald Darmanin, annonce le 11 juillet 2017 que le budget de la Défense respectera l'enveloppe votée par le Parlement et sera réduit de 850 millions d'euros pour l'année 2017. Le chef d'État-Major des armées, Pierre de Villiers, expose son désaccord devant la commission de la Défense de l'Assemblée nationale : « Je ne me laisserai pas baiser comme ça ». Ces propos fuitent dans le quotidien Le Monde. Le 13 juillet, lors du traditionnel discours aux armées, Emmanuel Macron réaffirme son intention de porter le budget de la Défense à 2 % du PIB. En rappelant « je suis votre chef », il rejette les critiques sur l'effort d'économie prévu et ajoute qu'« il n'est pas digne d'étaler certains débats sur la place publique ». Pierre de Villiers démissionne de ses fonctions le mercredi 19 juillet, « fait sans précédent depuis 1958 ». Fin juillet 2017, une enquête Ifop annonce une chute de 10 points de la cote de popularité du président, liée principalement à cet épisode.
En février 2018, Emmanuel Macron annonce la prochaine création d'un « service national universel » obligatoire et mixte.
En mars 2018 lors d'une visite en Inde, Emmanuel Macron signe un accord d'utilisation réciproque de leurs bases navales autour de l'Océan indien, dont pour la France ses implantations de Djibouti et des Émirats arabes unis.
En juillet 2019, il annonce une nouvelle stratégie militaire spatiale comprenant notamment la création d'un grand commandement de l’espace au sein de l’Armée de l’air.
En décembre 2020, il annonce que le porte-avions de nouvelle génération qui remplacera le Charles de Gaulle vers 2038 sera à propulsion nucléaire.

### Culture et réseaux sociaux
Emmanuel Macron et sa ministre Françoise Nyssen soutiennent en 2018 un projet européen de réforme du droit d'auteur et des droits voisins pour la rétribution des auteurs et des créateurs, ainsi que des entreprises de presse, face à l'émergence des GAFAM. Le Parlement européen valide le projet, en dépit de fortes réserves quant à la possible restriction de l'information sur Internet. Définitivement adoptée en avril 2019, la directive européenne sur le droit d'auteur commence à s'appliquer en France dès la fin de l'année.
Le 20 mars 2018, Emmanuel Macron annonce que la future Cité de la francophonie sera installée dans le château de Villers-Cotterêts d'ici 2022 et doit s'inscrire dans sa stratégie internationale de promotion du français à l'étranger. Après le départ de Françoise Nyssen en octobre 2018, le nouveau ministre Franck Riester a une relation plus apaisée avec le monde de la culture, mais les grands chantiers et les principales nominations sont décidées à l'Élysée. En septembre 2021, sous le ministère de Roselyne Bachelot, le Gouvernement annonce une hausse du budget de la culture de 7,5 % pour le projet de finances 2022, qui porte la hausse durant le quinquennat à 15 % afin de compenser les pertes de visiteurs des grands établissements culturels pendant la crise sanitaire mais aussi l'accélération du déploiement du Pass Culture pour les jeunes, promesse de campagne qui a connu un lent décollage,.
Après son discours de Ouagadougou (Burkina Faso) en novembre 2017, où il souhaitait créer « d’ici cinq ans les conditions soient réunies pour des restitutions temporaires ou définitives du patrimoine africain » « spolié », Emmanuel Macron commande un rapport à Bénédicte Savoy et Felwine Sarr qui inventorie ces œuvres et propose d'amender la législation sur l’inaliénabilité du patrimoine muséal. Lors de la remise de leur travail en novembre 2018, il annonce vouloir restituer au Bénin « sans tarder » 26 œuvres réclamées par ce pays qui avaient été saisies par l’armée française en 1892. À l'été 2021, plusieurs pièces retournent au Sénégal et à Madagascar, puis en novembre le Trésor de Béhanzin au Bénin.
En mai 2020, la proposition de loi contre « la haine en ligne » de la députée Laetitia Avia est adoptée par le Parlement. Dès juillet 2020, les plates-formes et les moteurs de recherche auraient dû retirer, sous vingt-quatre heures, les contenus « manifestement » illicites (incitations à la haine, la violence, les injures à caractère raciste ou religieux) qui leur ont été signalés, sous peine de lourdes amendes. En juin, le Conseil constitutionnel censure les principales dispositions de la loi, les estimant contraires à la liberté d'expression.

### Questions mémorielles
Déjà annoncée en 2016 par François Hollande, Emmanuel Macron annonce le 27 avril 2018 la mise en place d'ici la fin de l'année d'une « Fondation pour la mémoire de l'esclavage » présidée par l’ancien Premier ministre Jean-Marc Ayrault et logée à l’Hôtel de la Marine, où l’abolition de l’esclavage fut décrétée le 27 avril 1848.
En août 2019, à l'occasion du 75e anniversaire du débarquement de Provence, Emmanuel Macron appelle les maires à donner le nom de voies à des soldats des troupes coloniales.
Emmanuel Macron s'investit dans l'apaisement des relations mémorielles entre la France et l'Algérie. Il reconnaît en septembre 2018 la responsabilité de l’État dans la disparition du mathématicien Maurice Audin, torturé et assassiné par l’armée française pendant la bataille d'Alger en 1957. Le même mois, une vingtaine de harkis sont élevés dans l'ordre de la Légion d’honneur ou l’ordre du Mérite. En juillet 2020, il confie à l’historien Benjamin Stora une mission sur « la mémoire de la colonisation et de la guerre d’Algérie » en vue de favoriser « la réconciliation entre les peuples français et algérien », dans une démarche parallèle à celle du président algérien Abdelmadjid Tebboune. Le 2 mars 2021, Emmanuel Macron reconnaît qu'Ali Boumendjel a été « torturé et assassiné » par l'armée française. Le 20 septembre 2021, le président « demande pardon » aux harkis et annonce une loi de « reconnaissance et de réparation ». Le 16 octobre 2021, à l'occasion de la commémoration du massacre du 17 octobre 1961, il dénonce « des crimes inexcusables », commis « sous l'autorité de Maurice Papon ». Ses propos rapportés de septembre 2021 sur une « rente mémorielle » de l'Algérie créent ensuite un froid dans la relation entre les deux pays. Le 26 janvier 2022, il reconnaît la fusillade de la rue d'Isly et le massacre d'Oran.

### Sports

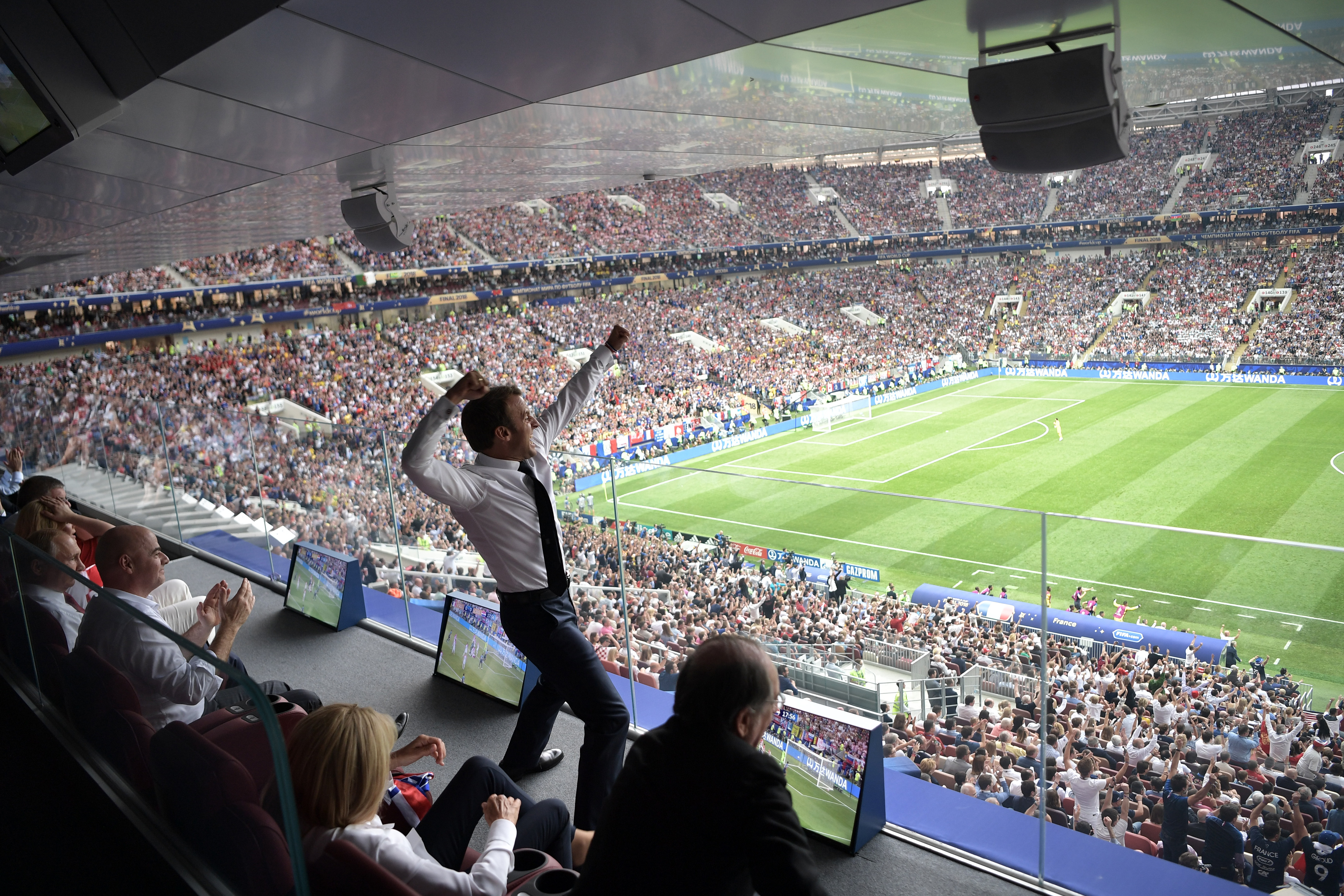
Emmanuel Macron, bras levés lors de la finale de la Coupe du monde de football en 2018.

Emmanuel Macron affiche publiquement son soutien à la candidature de Paris pour l'organisation des Jeux olympiques d'été de 2024 en recevant le Comité international olympique lors de son passage à Paris le 16 mai 2017. La France est désignée pour l'organisation des Jeux olympiques en 2024.
Au second semestre 2018, l'exécutif est contesté par le monde sportif et des athlètes reconnus (Kevin Mayer, Teddy Riner, Martin Fourcade, etc.) pour son intention de réduire les moyens alloués aux fédérations, notamment en se retirant de la prise en charge des 1 600 conseillers techniques sportifs d'ici 2022 et en proposant un projet de loi de finances pour 2019 prévoyant un budget en baisse de 30 millions d’euros pour le ministère des sports.
Après la révélation de violences sexuelles par des éducateurs sportifs initié notamment par la patineuse Sarah Abitbol, la ministre Roxana Maracineanu lance un plan et un appel à témoignage qui aboutit au printemps 2021 à 445 témoignages.

## Politique étrangère
Certains paris de la première année de mandat ne se concrétisent pas, notamment la relation un temps nouée avec Donald Trump, qui n'empêche pas ce dernier de rejeter le multilatéralisme et l'enjeu climatique. Ainsi, en décembre 2018, la France réagit « tardivement et confusément », selon le journaliste du Monde Marc Semo, à l'annonce du retrait américain de Syrie. Pour le chercheur de l'IFRI Thomas Gomart, « le contraste entre la hausse des crédits militaires et la baisse des crédits diplomatiques pose un problème de cohérence à l'action extérieure de l'État, pouvant donner l’impression que celui-ci privilégie une approche militaire et ponctuelle des crises ».
En août 2019, Emmanuel Macron accueille le sommet du G7 à Biarritz. Il organise, avec l'aval des autres membres, la venue inattendue du ministre iranien des Affaires étrangères, Mohammad Djavad Zarif, afin de conserver l'esprit de l'accord de Vienne sur le nucléaire iranien et faire baisser les tensions dans le Golfe persique. Le sommet est également marqué par de vifs échanges avec le président brésilien, Jair Bolsonaro.

### Union européenne

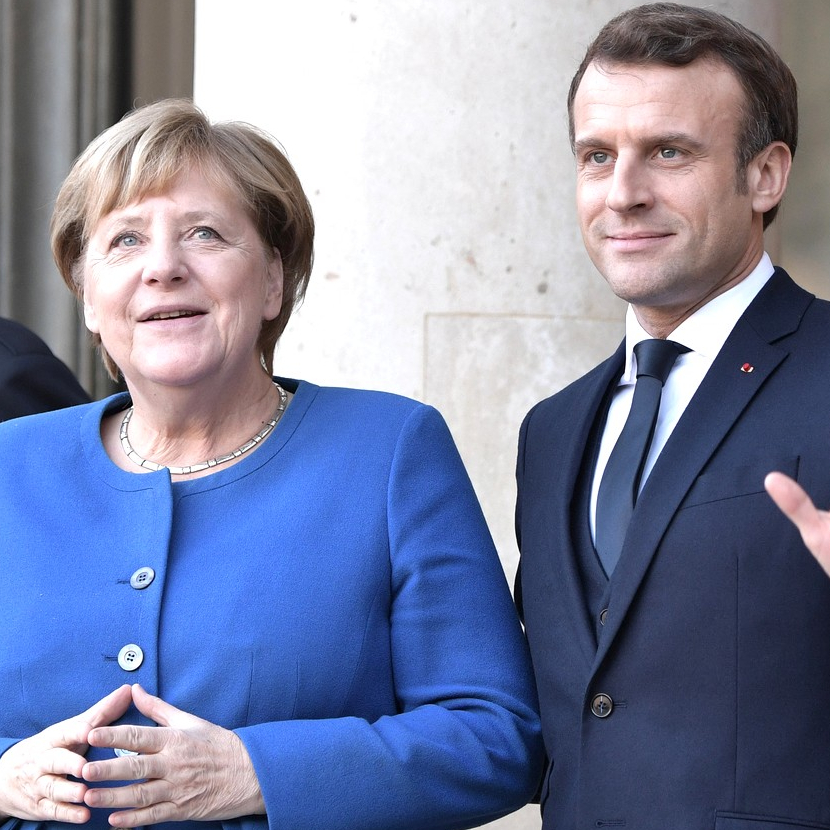
Rencontre du président français avec Angela Merkel en 2019.

Pour sa première visite à l’étranger, il se rend à Berlin afin d’afficher une entente avec Angela Merkel, ; la chancelière allemande apparaît alors comme étant sa principale alliée au sein de l’Union européenne sur les questions économiques et migratoires. Deux ans plus tard, en mai 2019, Angela Merkel évoque publiquement des « confrontations », des « désynchronisations » et des « différences de mentalité » avec Emmanuel Macron, qui est pourtant le quatrième président français avec qui elle est amenée à travailler.
Durant sa première année de présidence, Emmanuel Macron voit plusieurs de ses propositions être écartées. En avril 2018, Angela Merkel s’oppose publiquement à son souhait de doter la zone euro d'une capacité budgétaire, la chancelière allemande voyant dans ce projet le risque que les pays du Sud de la zone relâchent leur effort budgétaire. Sur la crise migratoire, il fait face à l’opposition de plusieurs pays européens hostiles à l’accueil de migrants, dont l’Italie, la Hongrie, la Pologne, la République tchèque et l’Autriche,,. Au cours de l’année 2019, Le Figaro relève un isolement de la France sur un certain nombre de dossiers comme la taxation des géants du numérique ou la mise en place d'un budget de la zone euro. Alors que l'arrivée de Mario Draghi, plus europhile que Matteo Salvini, à la tête du gouvernement italien permet un réchauffement des relations franco-italiennes, Emmanuel Macron ordonne en avril 2021 l'arrestation de dix anciens membres des Brigades rouges qui auraient participé à des crimes dans les années 1970 en vue de les extrader vers l'Italie.
Engagé lors de la présidentielle sur la lutte contre le dumping social, symbolisé par le travailleur détaché, Emmanuel Macron cherche dès le début de son mandat à réduire le temps maximum du détachement à un an au lieu de deux. Il obtient début 2018 un compromis, même si « la mesure est avant tout symbolique, la durée moyenne de détachement dans l’UE étant de quatre mois […] Et surtout, pour obtenir cette victoire, Paris a dû concéder l’exclusion provisoire du transport routier de la réforme. Or, il s’agit de l’un des secteurs, avec le bâtiment, où la fraude au détachement est la plus problématique ».

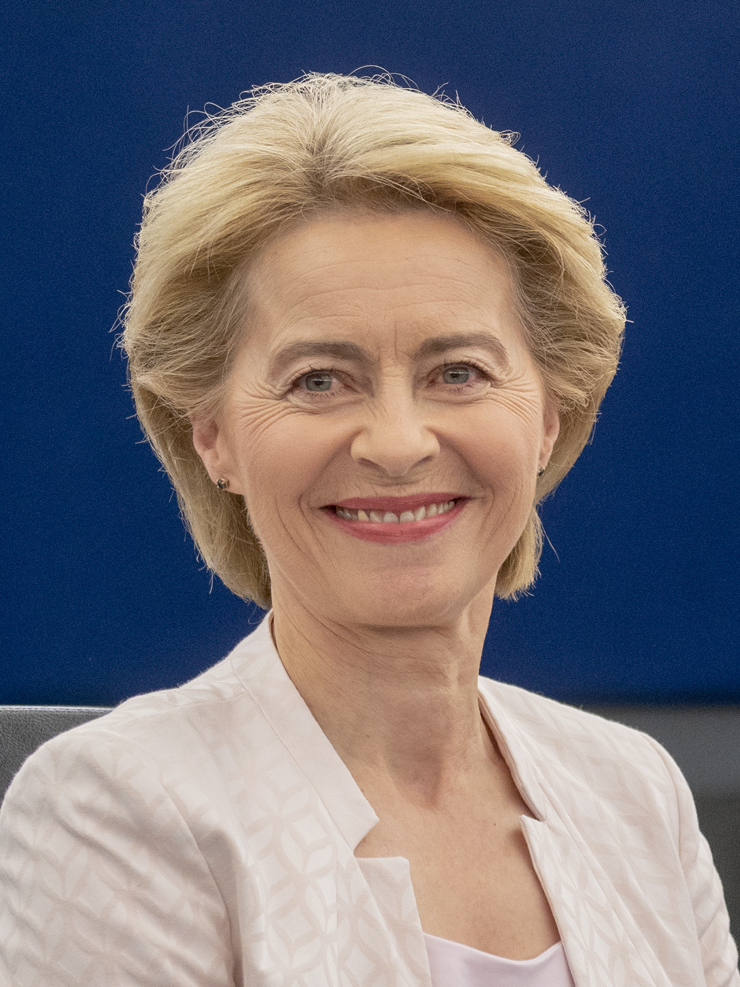
L'Allemande Ursula von der Leyen est nommée présidente de la Commission européenne avec le soutien de la France.

Début 2018, Emmanuel Macron échoue à faire adopter le principe de listes transnationales pour les élections européennes de 2019. En vue de ce scrutin, il se positionne en héraut de l'intégration européenne en opposition avec l'axe nationaliste formé par le Premier ministre hongrois Viktor Orbán et le ministre de l'Intérieur italien Matteo Salvini. France et Italie sont en conflit récurrent sur l'accueil de réfugiés secourus en Méditerranée. Fin 2018, la France ne parvient pas non plus à dégager un consensus pour une taxation des GAFAM.
Il provoque plusieurs crises diplomatiques avec les pays d’Europe centrale et orientale. Le 25 août 2017, des déclarations d'Emmanuel Macron déclenchent une crise diplomatique avec la Pologne,,. Alors qu’il affirme vouloir modifier le statut des travailleurs détachés, contre la volonté du gouvernement polonais, le président français déclare que « la Pologne n'est en rien ce qui définit le cap de l'Europe » et que « le peuple polonais mérite mieux » que la position adoptée par sa présidente du Conseil des ministres, Beata Szydło. En retour, celle-ci dénonce l'« arrogance » du président français. Fin 2018, il qualifie les dirigeants hongrois et polonais d’« esprits fous » qui « mentent à leur peuple ». L'opposition entre Emmanuel Macron et Viktor Orbán est soulignée par les médias, qui indiquent qu'ils essaient de reconfigurer la vie politique européenne autour de leurs figures respectives.
Dans le cadre de la procédure de retrait du Royaume-Uni de l'Union européenne, le président français se montre parmi les plus intransigeants, ce qui l’isole au sein des dirigeants européens et fait dire à la presse britannique qu'il est le principal responsable de l’enlisement des négociations entre le Royaume-Uni et l’UE,,. Cette ligne soutenue par le commissaire européen Michel Barnier l'emporte, mais la période post-Brexit reste marquée par des fortes tensions avec le gouvernement conduit par Boris Johnson sur les négociations commerciales (pêche, finance...) et l'implication britannique dans une alliance politique avec les États-Unis et l'Australie (AUKUS).
Les élections européennes de mai 2019, marquées par une forte abstention, voient la liste de la majorité présidentielle (LREM-MoDem-Agir-MR-AC) obtenir 22,4 % des suffrages exprimés, légèrement derrière celle du Rassemblement national (23,3 %), alors que le traditionnel clivage gauche-droite semble résolument laisser la place à un clivage entre libéraux et extrême droite. Par la suite, en juin et juillet 2019, alors que l’influence française se trouve réduite au sein de la neuvième législature du Parlement européen, Emmanuel Macron fait en sorte d’écarter de la course à la présidence de la Commission européenne la candidature de Manfred Weber, pourtant désigné spitzenkandidat par le PPE, arrivé en tête du scrutin. Cette attitude lui vaut des critiques sur sa conception de la démocratie européenne et les reproches de plusieurs de ses partenaires européens, notamment de l’Allemagne et de la Belgique, sur une gestion jugée peu diplomatique et solitaire. Le 10 octobre 2019, fait inédit pour la France, le Parlement européen s'oppose à la nomination au sein de la commission von der Leyen de Sylvie Goulard, qu'Emmanuel Macron avait proposée pour devenir commissaire européenne alors qu'elle est soupçonnée d'emplois fictifs et de conflit d'intérêts,. La France parvient finalement à la faire remplacer par l’ancien ministre et homme d’affaires Thierry Breton. Selon le journaliste François Clemenceau, la confirmation d'Ursula von der Leyen est un succès pour la présidence française.

### États-Unis

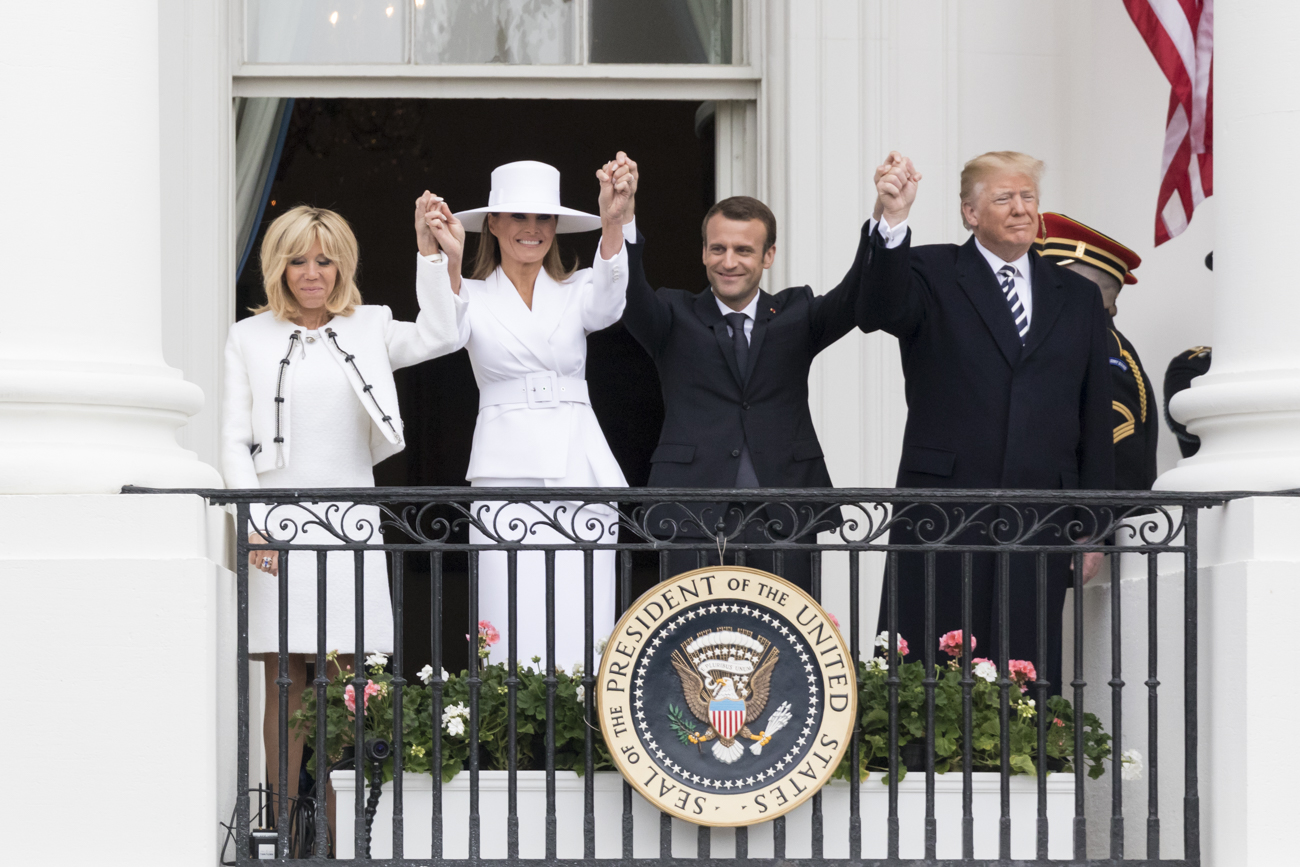
Emmanuel Macron lors de sa visite aux États-Unis en avril 2018.

Malgré ses divergences avec Donald Trump (notamment concernant l'accord de Paris sur le climat), Emmanuel Macron tisse des liens avec ce dernier en l'invitant au défilé militaire du 14 juillet en 2017. En retour, le président américain invite son homologue français en visite d'État aux États-Unis l'année suivante, en avril 2018, où il ne parvient pas à la convaincre de ne pas se retirer de l'Accord de Paris sur le climat ni de l’accord de Vienne de juillet 2015 sur le nucléaire iranien,. Au-delà de ces deux accords multilatéraux majeurs, la présidence américaine s'affirme dans une volonté de fracturer l'Union européenne.
Après la défaite de Donald Trump face à Joe Biden à la présidentielle de 2020, la France connaît une crise diplomatique inattendue en raison de l'annulation d'une importante commande de sous-marins diesel-électriques par l'Australie au profit de sous-marins nucléaires américains, qui conduit la France à rappeler pour consultations ses ambassadeurs en Australie et aux États-Unis.

### Proche-Orient
Dans le contexte de la guerre civile syrienne, Emmanuel Macron annonce en mai 2017 ne plus faire du départ de Bachar el-Assad du pouvoir un préalable à toute discussion en Syrie ou éventuellement sous la forme d'une transition politique, ce qui constitue un revirement par rapport aux positions précédentes de la France et un rapprochement avec la Russie. Il réaffirme cependant son soutien à l'opposition syrienne,.
Le 17 décembre 2017, Emmanuel Macron affirme dans une interview pour France 2 que la guerre contre l'État islamique est presque gagnée. Concernant le président syrien Bachar el-Assad, il déclare qu'il faudra lui « parler », tout en ajoutant qu'il devra « répondre de ses crimes devant son peuple et devant la justice internationale »,. Le lendemain, Bachar el-Assad répond à Emmanuel Macron, déclarant que « la France a été le fer de lance du support du terrorisme en Syrie » et que les Français ne sont pas « en mesure d'appeler à une conférence de paix »,, ce qui entraîne une vive réplique du ministre des Affaires étrangères Jean-Yves Le Drian,.
Peu après son arrivée au pouvoir, Emmanuel Macron déclare également que l'utilisation d'armes chimiques en Syrie serait une « ligne rouge » qui, si elle était franchie, ferait l'objet d'une « riposte immédiate ». En mars 2018, Olivier Lepick, spécialiste des armes chimiques, souligne cependant l'inaction du président français malgré l'emploi de telles armes par le régime syrien. Après l’attaque chimique supposée de samedi 7 avril 2018 à Douma, ville de la Ghouta orientale à l’est de Damas, la France participe le 13 avril avec les États-Unis et la Grande-Bretagne à des bombardements aériens frappant des sites désignés comme participant à la fabrication d'armes chimiques. Le 29 mars 2018, dans le contexte de la bataille d'Afrine, Emmanuel Macron reçoit une délégation des Forces démocratiques syriennes à l'Élysée. Avec son prédécesseur François Hollande, il est le seul chef d'État à recevoir des représentants des forces kurdes syriennes. Cette visite provoque des tensions avec la Turquie, qui refuse l'offre de médiation faite par le président français,.
En mars 2019, le dernier réduit territorial de Daech en Syrie tombe, mais le gouvernement décide de ne pas rapatrier les djihadistes français, probablement sous la pression de l'opinion publique selon Libération. Les tensions avec la Turquie s'approfondissent en 2019, ce qui conduit Emmanuel Macron à déclarer l'OTAN en situation de « mort cérébrale », puis à nouveau en 2020 avec l'investissement militaire d'Ankara en Libye aux côtés du gouvernement de Fayez el-Sarraj quand Paris est proche du général Haftar. Des tensions se font sentir de nouveau quand la Turquie envoie des navires militaires dans les eaux territoriales de l'île grecque de Kastellórizo ; cette action est officiellement revendiquée par la Turquie. En réaction, la France dépêche deux avions Rafale sur des bases proches pour soutenir la Grèce.
Emmanuel Macron soutient avec constance le régime saoudien, malgré la guerre menée au Yémen et son blocus du Qatar. En novembre 2017, il sauve la face de la diplomatie saoudienne en permettant le retour dans son pays du Premier ministre libanais Saad Hariri. En août 2018, la France se désolidarise du Premier ministre canadien Justin Trudeau dans la crise diplomatique l'opposant à l'Arabie saoudite, générée par un tweet de la ministre canadienne des Affaires étrangères qui s’inquiétait du sort de féministes et de « pacifistes » incarcérés en Arabie saoudite. Après le meurtre en octobre 2018 du journaliste saoudien Jamal Khashoggi, critique du pouvoir de son pays, par des responsables saoudiens proches du prince héritier Mohammed ben Salmane, Emmanuel Macron refuse de sanctionner l'Arabie saoudite. Après l'assassinat en Irak par un drone américain du général iranien Qassem Soleimani, Emmanuel Macron réaffirme son « entière solidarité avec nos alliés face aux attaques perpétrées ces dernières semaines contre les emprises de la coalition en Irak ».
Après les meurtrières explosions au port de Beyrouth en août 2020, Emmanuel Macron y tient un discours réclamant des réformes et de la transparence de la part du gouvernement libanais et organise une conférence internationale de dons au Liban.

### Russie

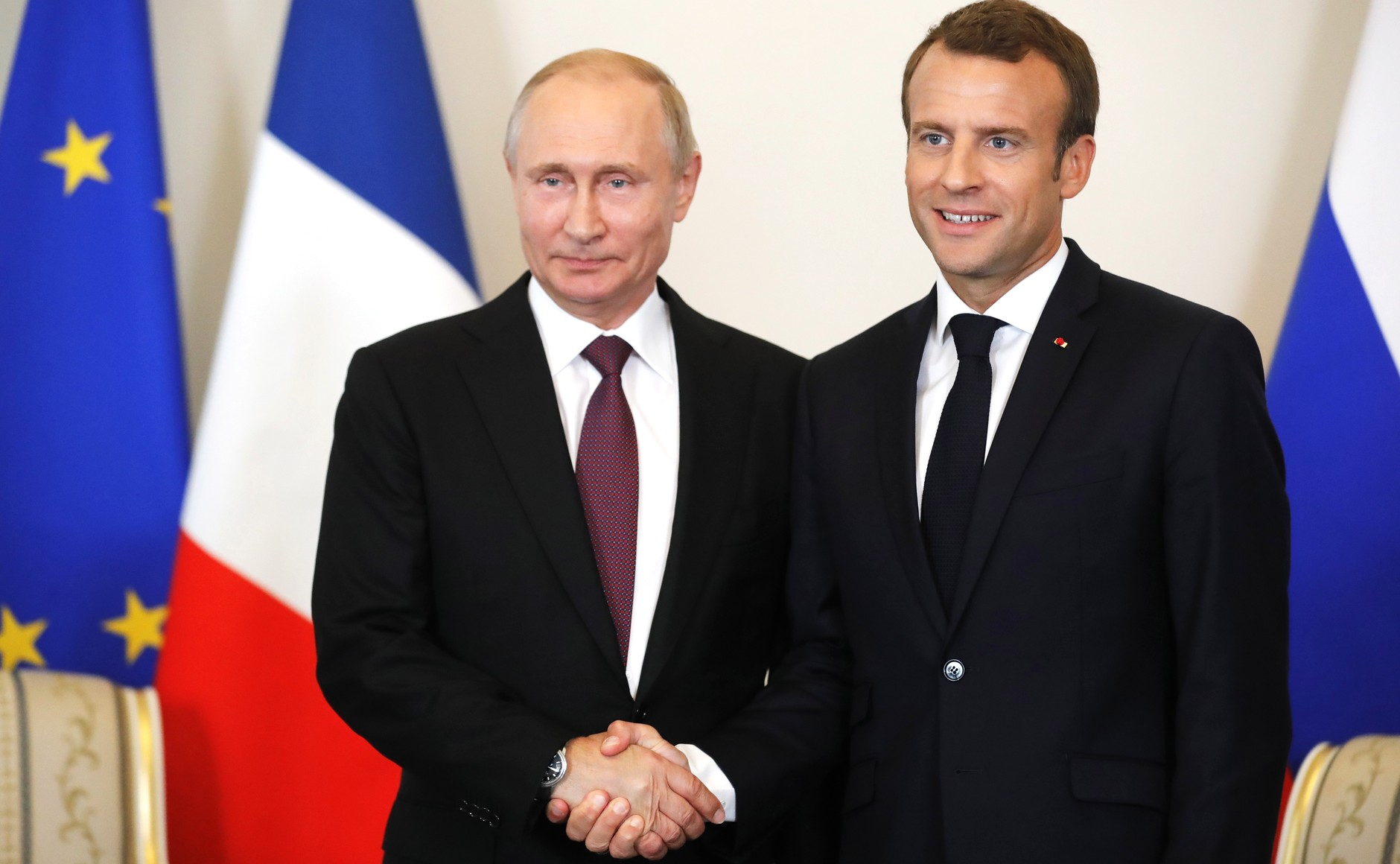
Emmanuel Macron avec le président de la fédération de Russie, Vladimir Poutine, en mai 2018.

Le 29 mai 2017, il reçoit au château de Versailles le président russe Vladimir Poutine, qui en retour l'invite en mai 2018 à Saint-Pétersbourg.
Malgré de nombreux points de tension, notamment sur la Syrie et l’Ukraine — il réaffirme notamment que la France ne reconnaît pas l'annexion de la Crimée par la Russie —, Emmanuel Macron cherche à rapprocher la France et l'Europe de la Russie : il convie notamment Vladimir Poutine au fort de Brégançon en marge du sommet du G7 de 2019, et défend la réintégration de la Russie au sein du Conseil de l'Europe,,. En août 2019, il déclare que sa volonté de rapprochement avec la Russie suscite l’opposition des « États profonds de part et d’autre, à Paris comme à Moscou ». Dans L'Opinion, Jean-Dominique Merchet confirme que « la politique de l’Élysée se heurte à de fortes résistances au sein de l’appareil d’État », notamment de la part de diplomates « fidèles à la pensée de la spécialiste des affaires stratégiques Thérèse Delpech », qui « occupent aujourd’hui des postes clés au ministère des Affaires étrangères et à celui des Armées ».
Ayant échoué à rapprocher les États-Unis de l'Iran en 2019, Emmanuel Macron cherche à renforcer les liens avec Vladimir Poutine pour tenter d'apaiser les conflits aux abords de la Russie et au Moyen-Orient.

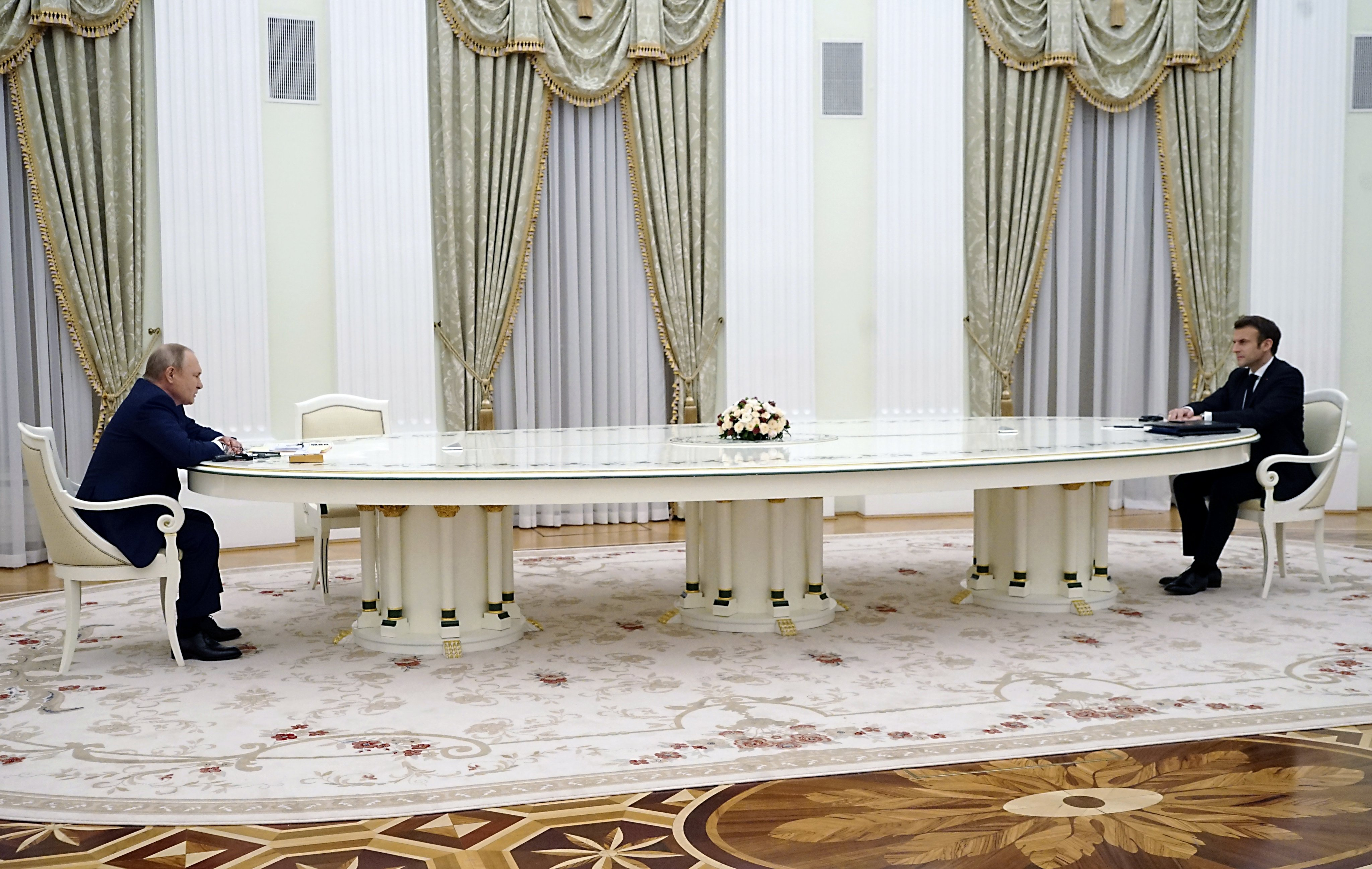
Emmanuel Macron rencontre Vladimir Poutine le 7 février 2022, dans le cadre de la crise russo-ukrainienne.

Emmanuel Macron soutient l'Ukraine face à la Russie lors de la crise diplomatique russo-ukrainienne de 2021-2022, puis lors de l'invasion de l'Ukraine. Il entre en contact à plusieurs reprises avec Vladimir Poutine et Volodymyr Zelensky avant et durant l'invasion, cherchant à défendre les intérêts ukrainiens.

### Asie
Alors qu'Emmanuel Macron entretient des rapports amicaux avec le président indien Narendra Modi, la France cherche à affermir ses liens avec l'Inde. En 2019, les deux pays lancent un programme d'une constellation de satellites de surveillance maritime et, en 2020, l'Inde se joint à des exercices militaires navals dirigés par la France dans le golfe du Bengale. La France cherche à consolider ses relations avec l'Inde pour contrer l'expansionnisme de la Chine.
Après l'assassinat de Samuel Paty par un terroriste islamiste pour avoir montré des caricatures de Mahomet dans un de ses cours, la réaffirmation par le président du droit à caricaturer suscite des manifestations anti-françaises dans plusieurs pays, en particulier le Pakistan.

### Afrique

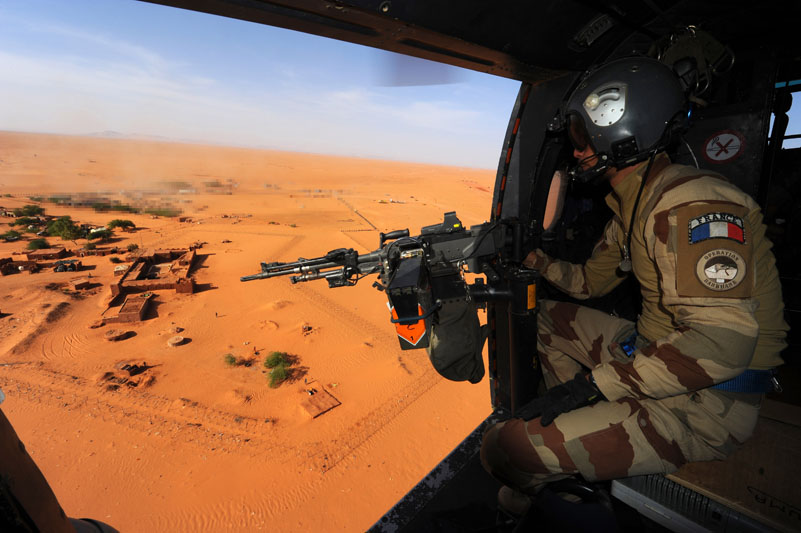
Un mitrailleur de l’ALAT avec le badge de l'opération Barkhane.

Emmanuel Macron porte une attention importante au continent africain. Il prononce en 2017 un discours-programme et échange avec les étudiants de l'université de Ouagadougou. Il y promettait notamment de créer les conditions de retour en Afrique d’œuvres appropriées pendant la période coloniale. En 2020, le Parlement vote une loi autorisant la restitution des 26 pièces du « Trésor de Béhanzin » au Bénin et du sabre dit d'El Hadj Oumar Tall au Sénégal.
L'annonce d'une très forte hausse en 2019 des frais d'inscription à l'université pour les étudiants étrangers est perçue de manière négative par la jeunesse africaine.
La France cherche à renouer des liens avec le Rwanda et soutient l'élection de Louise Mushikiwabo à la tête de l'Organisation internationale de la francophonie. L'année est celle d'une forte crise diplomatique avec les Comores, concomitante avec un mouvement social à Mayotte. Emmanuel Macron nomme une commission d'historiens sur le génocide des Tutsi au Rwanda présidée par Vincent Duclert ayant accès à des archives fermées et qui rend son rapport en mars 2021. Sans avoir trouvé d’éléments allant dans le sens d'une complicité dans le génocide, la commission constate que la France s’est « longuement investie aux côtés d’un régime qui encourageait les massacres racistes ». En mai 2021, Emmanuel Macron effectue une visite officielle au Rwanda pour « reconnaître [les] responsabilités » de la France dans le génocide de 1994 au Rwanda.
La France poursuit l'opération Barkhane de lutte contre les forces djihadistes au Sahel, lancée avant 2017. Toutefois, le G5 Sahel tarde à se structurer et les attaques s'étendent au Mali comme au Burkina Faso, conduisant à des morts civiles et de soldats français. Barkhane est contestée par les populations locales, ce qui conduit Emmanuel Macron à exiger un soutien politique des états sahéliens à cette opération. Les orientations militaires relèguent au second plan la recherche de solutions diplomatiques et les lacunes de gestion intérieure et d'autorité du président malien Ibrahim Boubacar Keïta, qui est renversé le 18 août 2020. En avril 2021, Emmanuel Macron se rend aux obsèques du président tchadien Idriss Déby, mortellement blessé dans une opération militaire, pour affirmer le lien entre la France et le pilier du G5 Sahel, et soutient la junte militaire et le coup d'État de Mahamat Idriss Déby qui s'engage à installer de nouvelles institutions après des élections « libres et démocratiques » ; Emmanuel Macron invoque la nécessité d'une « transition démocratique » tout en condamnant la répression de manifestations interdites par le pouvoir,. En juin 2021, il annonce la prochaine fin de l'opération extérieure Barkhane, qui n'a pas permis de contenir l'extension de l'influence djihadiste dans la région, et le rapatriement en 2022 de 30 % des effectifs militaires français, en même temps qu'une accentuation de la coopération militaire avec les armées sahéliennes,. Après le renversement du président Keïta, la tentation des militaires de faire appel à des sociétés de mercenaires russes proches du Kremlin crée une crise de confiance avec la France durant l'été 2021.
Emmanuel Macron annonce en décembre 2019, en Côte d'Ivoire, l'abandon du franc CFA, qui doit être remplacé en 2020 par une monnaie dans la zone CEDEAO l'eco. Si ses réserves de change seraient intégralement localisées sur le continent africain, l'eco conserverait une parité de change avec l'euro,. Le 20 mai 2020, le Conseil des ministres examine un projet de loi qui lèverait l’obligation pour la BCEAO de déposer la moitié de ses réserves de change auprès du Trésor public et le retrait de la France des instances de gouvernance liée au franc CFA. Durant la crise liée à la pandémie de Covid-19, la France soutient le mécanisme Covax mais celui-ci, reposant sur l'Inde, ne parvient pas à fournir des vaccins en nombre important aux pays africains en 2021.

### Déplacements à l’étranger
| Berlin                                   | Allemagne                          | 15 mai 2017                             | Rencontre avec la chancelière allemande, Angela Merkel. |
| Gao                                      | Mali                               | 19 mai 2017                             | Rencontre avec le président malien, Ibrahim Boubacar Keïta, et visite des troupes françaises de l'opération Barkhane,. |
| Bruxelles                                | Belgique                           | 25 mai 2017                             | Rencontres bilatérales avec le président américain, Donald Trump, le Premier ministre belge, Charles Michel, et sommet de l'OTAN,. |
| Taormine                                 | Italie                             | 26 et 27 mai 2017                       | Sommet du G7. |
| Rabat                                    | Maroc                              | 14 et 15 juin 2017                      | Rencontre avec le roi Mohammed VI. |
| Bruxelles                                | Belgique                           | 22 et 23 juin 2017                      | Sommet du Conseil européen et conférence de presse avec Angela Merkel. |
| Berlin                                   | Allemagne                          | 29 juin 2017                            | Réunion préparatoire du Sommet du G20. |
| Bamako                                   | Mali                               | 2 juillet 2017                          | Rencontre avec les chefs d'État du G5 du Sahel. |
| Hambourg                                 | Allemagne                          | 7 et 8 juillet 2017                     | Sommet du G20. |
| Lausanne                                 | Suisse                             | 10 et 11 juillet 2017                   | Rencontre avec le Comité international olympique pour présenter la candidature de Paris pour l'organisation des Jeux olympiques d'été de 2024. |
| Trieste                                  | Italie                             | 12 juillet 2017                         | Sommet des Balkans occidentaux. |
| Salzbourg                                | Autriche                           | 23 août 2017                            | Rencontre avec le chancelier fédéral d'Autriche, Christian Kern, le président du gouvernement slovaque, Robert Fico, et le président du gouvernement tchèque, Bohuslav Sobotka. |
| Bucarest                                 | Roumanie                           | 24 août 2017                            | Rencontre avec le président Klaus Iohannis. |
| Varna                                    | Bulgarie                           | 25 août 2017                            | Rencontre avec le président Roumen Radev et le Premier ministre Boïko Borissov. |
| Athènes                                  | Grèce                              | 7 et 8 septembre 2017                   | Rencontre avec le Premier ministre, Aléxis Tsípras. |
| New York                                 | États-Unis                         | 19 et 20 septembre 2017                 | Discours devant la 72e Assemblée générale des Nations unies. Rencontres avec les présidents Donald Trump, Hassan Rohani et Paul Kagame. |
| Tallinn                                  | Estonie                            | 28 et 29 septembre 2017                 | Sommet des chefs d’États et de gouvernements de l'Union européenne sur le numérique. |
| Francfort                                | Allemagne                          | 10 octobre 2017                         | Visite à l'université Goethe puis à la Foire du livre en compagnie de la chancelière Angela Merkel. |
| Bruxelles                                | Belgique                           | 19 et 20 octobre 2017                   | Sommet du Conseil européen et rencontre avec le Premier ministre espagnol, Mariano Rajoy[réf. nécessaire]. |
| Abou Dabi et Dubaï                       | Émirats arabes unis                | 8 et 9 novembre 2017                    | Visite d'État. Inauguration du Louvre Abou Dabi[réf. nécessaire]. |
| Riyad                                    | Arabie saoudite                    | 10 novembre 2017                        | Rencontres avec le prince héritier, Mohammed ben Salmane, et le chef du gouvernement libanais, Saad Hariri[réf. nécessaire]. |
| Bonn                                     | Allemagne                          | 15 novembre 2017                        | Cérémonies d’ouverture de la COP 23[réf. nécessaire]. |
| Göteborg                                 | Suède                              | 17 novembre 2017                        | Sommet social de l’Union européenne[réf. nécessaire]. |
| Ouagadougou                              | Burkina Faso                       | 28 novembre 2017                        | Rencontres avec le président Roch Marc Christian Kaboré et les étudiants de l'université de Ouagadougou. Il prononce son « discours de Ouagadougou ». |
| Abidjan                                  | Côte d'Ivoire                      | 29 novembre 2017                        | Rencontre avec le président Alassane Ouattara[réf. nécessaire]. |
| Accra                                    | Ghana                              | 30 novembre 2017                        | Rencontres avec le président Nana Akufo-Addo, de jeunes entrepreneurs locaux et de jeune sportifs du quartier de Jamestown[réf. nécessaire]. |
| Alger                                    | Algérie                            | 6 décembre 2017                         | Rencontre avec le président Abdelaziz Bouteflika. |
| Doha                                     | Qatar                              | 7 décembre 2017                         | Rencontres avec l'émir Tamim ben Hamad Al Thani et signature de contrats d'équipements. |
| Niamey                                   | Niger                              | 22 et 23 décembre 2017                  | Déplacement auprès des troupes engagées dans l’opération Barkhane. |
| Pékin                                    | Chine                              | 8 au 10 janvier 2018                    | Rencontre avec le président Xi Jinping. Participation au forum de l'intelligence artificielle. |
| Rome                                     | Italie                             | 10 et 11 janvier 2018                   | 4e sommet EuroMed 7. Rencontre avec le président Sergio Mattarella. |
| Sandhurst                                | Royaume-Uni                        | 18 janvier 2018                         | 35e sommet franco-britannique. Rencontre avec la Première ministre britannique, Theresa May. |
| Davos                                    | Suisse                             | 24 janvier 2018                         | Participation au Forum économique mondial. |
| Tunis                                    | Tunisie                            | 31 janvier et 1er février 2018          | Rencontre avec le président de la république de Tunisie, Béji Caïd Essebsi. Participation au forum économique franco-tunisien. |
| Saint-Louis (Sénégal)                    | Sénégal                            | 2 et 3 février 2018                     | Rencontre avec le président Macky Sall. Participation au colloque du Partenariat mondial pour l'éducation. |
| Bruxelles                                | Belgique                           | 22 et 23 février 2018                   | Rencontre avec la chancelière fédérale d'Allemagne, Angela Merkel. Participation à la Conférence internationale de haut niveau sur le Sahel et Conseil européen informel. |
| New Delhi et Agra                        | Inde                               | 9 au 12 mars 2018                       | Visite d'État. Rencontre avec le Premier ministre de la république d'Inde, Narendra Modi. Échange avec des étudiants indiens au Bikaner House. |
| La Haye                                  | Pays-Bas                           | 21 mars 2018                            | Rencontre avec le Premier ministre, Mark Rutte. Déplacement à l’Organisation pour l'interdiction des armes chimiques. |
| Bruxelles                                | Belgique                           | 22 et 23 mars 2018                      | Sommet du Conseil européen et conférence de presse avec Angela Merkel. |
| Berlin                                   | Allemagne                          | 19 avril 2018                           | Visite du forum Humboldt et conférence de presse avec Angela Merkel. |
| Washington, D.C.                         | États-Unis                         | 23 au 25 2018                           | Visite d'État. Conférence de presse avec Donald Trump |
| Sydney                                   | Australie                          | 1er au 3 mai 2018                       | Conférence conjointe avec le Premier ministre australien, Malcolm Turnbull. Cérémonie d'hommage aux soldats australiens. |
| Aix-la-Chapelle                          | Allemagne                          | 9 et 10 mai 2018                        | Remise du prix international Charlemagne d'Aix-la-Chapelle. Échange avec les étudiants de l'université technique de Rhénanie-Westphalie à Aix-la-Chapelle. |
| Sofia                                    | Bulgarie                           | 16 et 17 mai 2018                       | Conférence de presse à l'occasion du sommet européen sur les balkans occidentaux. |
| Saint-Pétersbourg                        | Russie                             | 24 et 25 mai 2018                       | Visite d'État. Conférence de presse conjointe avec Vladimir Poutine. |
| Ottawa et Charlevoix                     | Canada                             | 6 au 9 juin 2018                        | Conférence de presse conjointe avec Justin Trudeau, Premier ministre du Canada. Rencontre avec le Premier ministre du Québec, Philippe Couillard. Sommet du G7. |
| Gransee                                  | Allemagne                          | 19 juin 2018                            | Conférence de presse avec Angela Merkel au château de Meseberg à l'occasion du Conseil des ministres franco-allemand. |
| Cité du Vatican                          | Vatican                            | 26 juin 2018                            | Rencontre avec le pape François. Cérémonie de prise de possession du titre de premier chanoine d'honneur de la basilique Saint-Jean-de-Latran. |
| Bruxelles                                | Belgique                           | 28 et 29 juin 2018                      | Sommet du Conseil européen. |
| Nouakchott                               | Mauritanie                         | 2 juillet 2018                          | G5 du Sahel. |
| Lagos                                    | Nigeria                            | 3 et 4 juillet 2018                     | Rencontre avec Muhammadu Buhari, président de la république fédérale du Nigeria. Visite du New Afrika Shine. Inauguration de l'Alliance française. |
| Bruxelles                                | Belgique                           | 11 et 12 juillet 2018                   | Sommet de l'OTAN |
| Lisbonne et Madrid                       | Portugal et Espagne                | 27 juillet 2018                         | Rencontres avec António Costa lors du sommet pour les interconnexions énergétiques à Lisbonne et avec Pedro Sánchez, président du gouvernement d'Espagne. |
| Helsinki                                 | Finlande                           | 29 et 30 août 2018                      | Rencontres avec le président de la république de Finlande, Sauli Niinistö, et le Premier ministre de la république de Finlande, Juha Sipilä. |
| Luxembourg (ville)                       | Luxembourg                         | 6 septembre 2018                        | Rencontre avec les premiers ministres Xavier Bettel, Charles Michel et Mark Rutte à l’occasion d'une réunion quadrilatérale sur l’ensemble des enjeux européens de la rentrée 2018. |
| Salzbourg                                | Autriche                           | 19 et 20 septembre 2018                 | Sommet européen informel |
| New York                                 | États-Unis                         | 24 au 26 septembre 2018                 | Discours devant la 73e Assemblée générale des Nations unies. |
| Erevan                                   | Arménie                            | 10 au 12 octobre 2018                   | Déplacement en république d’Arménie dans le cadre du XVIIe sommet de la Francophonie. |
| Bruxelles                                | Belgique                           | 17 au 19 octobre 2018                   | Sommet du Conseil européen et 12e sommet du dialogue Asie-Europe (ASEM). |
| Bratislava et Prague                     | Slovaquie et République tchèque    | 26 et 27 octobre 2018                   | Rencontres avec le Premier ministre slovaque, Peter Pellegrini, et le Premier ministre tchèque, Andrej Babiš. |
| Istanbul                                 | Turquie                            | 27 octobre 2018                         | Sommet sur la Syrie à Istanbul. Rencontres avec le président de la république de Turquie Recep Tayyip Erdoğan, le président de la fédération de Russie, Vladimir Poutine, et la chancelière fédérale de la République fédérale d’Allemagne, Angela Merkel. |
| Tanger                                   | Maroc                              | 15 novembre 2018                        | Inauguration de la première ligne à grande vitesse (LGV Tanger - Kénitra) du Maroc en présence de roi du Maroc Mohammed VI. |
| Berlin                                   | Allemagne                          | 18 novembre 2018                        | Cérémonie de commémoration de l'armistice de 1918. Rencontre avec la chancelière Angela Merkel. Participation à la conférence Youth for Peace. |
| Louvain-La-Neuve                         | Belgique                           | 19 novembre 2018                        | Visite d'État. Dialogue avec les étudiants de l'université de Louvain-la-Neuve en présence du Premier ministre belge, Charles Michel. |
| Buenos Aires                             | Argentine                          | 28 novembre au 1er décembre 2018        | Rencontre avec le président argentin, Mauricio Macri, et participation au Sommet du G20 de 2018. |
| Bruxelles                                | Belgique                           | 13 et 14 décembre 2018                  | Sommet du Conseil européen. |
| N'Djaména                                | Tchad                              | 22 et 23 décembre 2018                  | Déplacement auprès des troupes engagées dans l’opération Barkhane. Rencontre avec le président de la république du Tchad, Idriss Déby. |
| Aix-la-Chapelle                          | Allemagne                          | 22 janvier 2019                         | Signature du nouveau traité de coopération et d’intégration franco-allemand (traité d'Aix-la-Chapelle de 2019). |
| Le Caire                                 | Égypte                             | 27 et 28 janvier 2019                   | Visite d'État. Rencontre avec le président Abdel Fattah al-Sissi et avec le pape orthodoxe copte Théodore II. |
| Nicosie                                  | Chypre                             | 29 janvier 2019                         | 5e sommet EuroMed 7. |
| Djibouti (ville), Addis-Abeba et Nairobi | Djibouti, Éthiopie et Kenya        | 12 au 14 mars 2019                      | Tournée en Afrique de l’Est. Rencontre avec le président Ismaïl Omar Guelleh. Visite aux Forces françaises stationnées. Rencontre avec le Premier ministre Abiy Ahmed et la présidente Sahle-Work Zewde. Participation au Sommet « One Planet » dans le cadre de l’Assemblée des Nations unies pour l’Environnement. Rencontre avec le président Uhuru Kenyatta. |
| Bruxelles                                | Belgique                           | 21 et 22 mars 2019                      | Sommet du Conseil européen. |
| Berlin                                   | Allemagne                          | 10 avril 2019                           | Sommet informel avec les pays des Balkans occidentaux. Rencontre avec la chancelière Angela Merkel. |
| Sibiu                                    | Roumanie                           | 9 mai 2019                              | Sommet européen informel. |
| Bruxelles                                | Belgique                           | 28 mai 2019                             | Sommet européen informel à la suite des élections européennes de 2019. |
| Portsmouth                               | Royaume-Uni                        | 5 juin 2019                             | Cérémonie internationale du 75e anniversaire du débarquement de Normandie. |
| Genève                                   | Suisse                             | 11 juin 2019                            | Déplacement à l’occasion des 100 ans de l’Organisation internationale du travail. |
| Tunis                                    | Tunisie                            | 27 juillet 2019                         | Déplacement à l'occasion des obsèques du président Béji Caïd Essebsi. |
| Andorre-la-Vieille                       | Andorre                            | 12 et 13 septembre 2019                 | Voyage officiel et discours du président de la République, en sa qualité de co-prince, à la population de la principauté d'Andorre. |
| Rome                                     | Italie                             | 18 septembre 2019                       | Dîner de travail avec Giuseppe Conte, président du Conseil des ministres italien. Entretien avec Sergio Mattarella, président de la République italienne. |
| New-York                                 | États-Unis                         | 22 au 24 septembre 2019                 | Discours devant la 74e Assemblée générale des Nations unies. Discours lors de la conférence protection Amazonie. Discours face aux chefs d'État réunis pour l'Appel de Christchurch. |
| Bruxelles                                | Belgique                           | 17 et 18 octobre 2019                   | Sommet du Conseil européen. |
| Francfort-sur-le-Main                    | Allemagne                          | 28 octobre 2019                         | Cérémonie de fin de mandat du président de la Banque centrale européenne, Mario Draghi. |
| Shanghai et Pékin                        | Chine                              | 4 au 6 novembre 2019                    | Rencontre avec Xi Jinping. Inauguration du Centre Pompidou de Shanghai. Discours à l’occasion de la clôture du Forum économique franco-chinois. |
| Londres                                  | Royaume-Uni                        | 3 et 4 décembre 2019                    | Déplacement à l’occasion du 70e anniversaire de l’Organisation du Traité Nord Atlantique. Rencontre avec Donald Trump, Boris Johnson, Angela Merkel et Recep Tayyip Erdogan. Participation à la réception donnée par Élisabeth II. |
| Bruxelles                                | Belgique                           | 12 et 13 décembre 2019                  | Sommet du Conseil européen |
| Abidjan                                  | Côte d'Ivoire                      | 20 au 22 décembre 2019                  | Repas de Noël partagé avec les Forces françaises en Côte d'Ivoire. Rencontre avec Alassane Ouattara. |
| Berlin                                   | Allemagne                          | 19 janvier 2020                         | Voyage officiel. Rencontre avec Angela Merkel et Boris Johnson. Conférence sur la Libye. |
| Jérusalem et Ramallah                    | Israël et territoires palestiniens | 22 et 23 janvier 2020                   | Voyage officiel. Participation au 5e Forum mondial de l'Holocauste. Rencontre avec Benyamin Netanyahou, Benny Gantz, Reuven Rivlin et Mahmoud Abbas. |
| Varsovie                                 | Pologne                            | 3 et 4 février 2020                     | Voyage officiel. Rencontre avec Andrzej Duda. |
| Munich                                   | Allemagne                          | 14 et 15 février 2020                   | Participation à la conférence de Munich sur la sécurité. |
| Bruxelles                                | Belgique                           | 20 février 2020                         | Sommet du Conseil européen. |
| Naples                                   | Italie                             | 27 février 2020                         | Sommet Italie-France. Rencontre avec le président du Conseil des ministres italien, Giuseppe Conte. |
| Londres                                  | Royaume-Uni                        | 18 juin 2020                            | Cérémonie de commémoration du 80e anniversaire de l’Appel du 18 Juin. Remise de la Légion d’honneur à la ville de Londres. Rencontre avec Boris Johnson. |
| Gransee                                  | Allemagne                          | 29 juin 2020                            | Visites d'État à la résidence officielle du gouvernement fédéral allemand. Rencontre avec Angela Merkel dans le cadre des discussions autour du plan de relance européen post Covid-19. |
| Nouakchott                               | Mauritanie                         | 30 juin 2020                            | G5 du Sahel. Entretien avec Mohamed Ould Ghazouani. |
| Bruxelles                                | Belgique                           | 17 au 20 juillet 2020                   | Sommet du Conseil européen. |
| Beyrouth                                 | Liban                              | 6 et 31 août 2020 au 1er septembre 2020 | Visite à la suite des deux explosions dans le port de Beyrouth du 4 août pour apporter « un message de solidarité et de fraternité », organiser les secours et proposer des réformes. Visite à l’occasion du centenaire de la proclamation de l'État du Grand Liban.                                                                                             |
| Bagdad                                   | Irak                               | 2 septembre 2020                        | Voyage officiel. Rencontre avec Barham Saleh et avec le nouveau Premier ministre, Moustafa al-Kazimi. |
| Vilnius                                  | Lituanie                           | 28 au 29 septembre 2020                 | Entretien avec Gitanas Nausėda, débat avec les étudiants de l'université de Vilnius et rencontre avec les militaires français déployés en Lituanie dans le cadre de la mission Lynx. |

Carte des voyages à l’étranger d'Emmanuel Macron en tant que président de la République française :
1 visite
2 visites
3 visites
4 visites
5 visites
8 visites ou plus

| Bruxelles                                | Belgique                           | 1er octobre 2020                        | Sommet du Conseil européen. |
| N'Djamena                                | Tchad                              | 22 au 23 avril 2021                     | Macron assiste aux obsèques de Idriss Déby. |
| Porto                                    | Portugal                           | 7 au 8 mai 2021                         | Macron se rend au sommet social européen. |
| Bruxelles                                | Belgique                           | 24 au 25 mai 2021                       | Macron se rend au conseil européen. |
| Kigali                                   | Rwanda                             | 27 au 28 mai 2021                       | Macron effectue une visite officielle et rencontre le Président Paul Kagame et visite le Mémorial du génocide à Kigali. |
| Pretoria, Johannesburg                   | Afrique du Sud                     | 28 au 29 mai 2021                       | Macron effectue une visite officielle en Afrique du Sud et rencontre le Président Cyril Ramaphosa et visite la Fondation Nelson-Mandela. |
| Carbis Bay                               | Royaume-Uni                        | 11 au 13 juin 2021                      | Macron se rend à Carbis Bay pour assister au Sommet du G7 de 2021. |
| Bruxelles                                | Belgique                           | 14 juin 2021                            | Macron se rend au 31e Sommet de l'OTAN Bruxelles 2021. |
| Berlin                                   | Allemagne                          | 14 juin 2021                            | Macron rencontre la Chancelière allemande Angela Merkel. |
| Bruxelles                                | Belgique                           | 24 au 25 juin 2021                      | Macron se rend au conseil européen. |
| Tokyo                                    | Japon                              | 23 au 24 juillet 2021                   | Macron s’est rendu à Tokyo pour assister à la cérémonie d’ouverture des Jeux olympiques d’été de 2020. |
| Dublin                                   | Irlande                            | 26 août 2021                            | Macron s’est rendu à Dublin où il a rencontré le président Michael D. Higgins et le Taoiseach Micheál Martin. |
| Bagdad, Mossoul, Erbil                   | Irak                               | 28 au 29 août 2021                      | Macron a assisté à une conférence régionale à Bagdad à laquelle plusieurs dirigeants de pays voisins de l’Irak ont été invités, dont l’Arabie saoudite et la Turquie. |
| Athènes                                  | Grèce                              | 17 septembre 2021                       | Macron s’est rendu à Athènes pour assister au sommet européen Med avec les dirigeants de l’Union européenne du Sud. |
| Ljubljana                                | Slovénie                           | 5 au 6 octobre 2021                     | Macron a participé à un Conseil européen informel et au sommet UE-Balkans occidentaux. |
| Bruxelles                                | Belgique                           | 21 au 22 octobre 2021                   | Macron a assisté au Conseil européen. |
| Rome                                     | Italie                             | 29 au 31 octobre 2021                   | Macron a assisté au sommet du G20. Il a également rencontré la veille du sommet le président américain Joe Biden. |
| Glasgow                                  | Royaume-Uni                        | 1er novembre 2021                       | Macron s’est rendu en Écosse pour assister à la Conférence des Nations Unies sur les changements climatiques de 2021. |
| Zagreb                                   | Croatie                            | 24 au 25 novembre 2021                  | Macron a effectué une visite officielle en Croatie, la première d’un président français depuis l’indépendance du pays en 1991. Il a rencontré le président Zoran Milanović et le Premier ministre Andrej Plenković. |
| Rome                                     | Italie                             | 25 au 26 novembre 2021                  | Macron s’est rendu à Rome où il a rencontré le président Sergio Mattarella et le Premier ministre Mario Draghi. |
| Vatican                                  | Vatican                            | 26 novembre 2021                        | Macron a rencontré le pape François. |

## Popularité

Évolution de la courbe de popularité d'Emmanuel Macron depuis son élection.

Emmanuel Macron démarre son mandat avec une cote de popularité confortable, autour de 60 %. Cependant, au bout de quatre mois elle tombe à 40 %, ce qui est inférieur à tous ses prédécesseurs à la même date. Emmanuel Macron réussit cependant à stopper sa baisse dès septembre 2017 en faisant appliquer ses engagements de campagne, bien que certaines mesures comme la baisse des APL soient contestées.
À l'été 2018, sa popularité demeure relativement basse, quoique supérieure à celle de François Hollande et de Nicolas Sarkozy à ce point de leurs mandats ; le taux de mécontents de son action atteint un nouveau record personnel à 58 %, avec un décrochage en particulier chez les retraités du fait de la hausse de la CSG et des polémiques sur son comportement. Malgré le titre mondial de l'équipe de France de football, l'affaire Benalla ne lui permet pas de redresser la barre. Il chute à 29 % de satisfaits en septembre 2018, étant critiqué sur « le pouvoir d'achat, le sort réservé aux retraités et le désintérêt pour l'environnement » dans la foulée de la démission de Nicolas Hulot. Sa popularité souffre également de l'usage spontané d'expressions qui passent pour arrogantes ou traduisant un mépris de classe : « On met un pognon de dingue dans les minima sociaux », sa qualification des Français comme des « Gaulois réfractaires au changement », ou sa réponse à une personne en recherche d'emploi : « Je traverse la rue, je vous en trouve »,.
Après sa réponse négative au mouvement des Gilets jaunes mi-décembre, il chute à 23 % d'opinions favorables, en forte baisse auprès des commerçants, artisans et chefs d'entreprise. À partir de janvier 2019, après l'annonce du grand débat national, sa popularité se redresse pour la première fois depuis avril 2018. En août 2019, l’Ifop indique qu’il retrouve le niveau qu'il avait un an plus tôt, avec 34 % d'opinions positives. En avril 2022, une nette majorité de Français se dit insatisfaite du bilan d'Emmanuel Macron, selon un sondage YouGov.

## Bilan
Sous son mandat, la dépense publique est passée de 56,5 % du PIB en 2017 à 59,2% en 2021, du fait d'une forte hausse des dépenses en 2020 liée à la crise sanitaire, après trois années de rigueur budgétaire consistant à limiter la hausse des dépenses par rapport à la croissance économique, politique qui sera de nouveau promue par Bruno Le Maire après la fin de la politique dite du « quoi qu'il en coûte » durant l'année 2021. 